# Hillman

Hillman (Гіллман) — з 1907 року англійський виробник автомобілів. Штаб-квартира розташована в місті Райтоне-на-Дансморі. 1928 року компанію купує фірма Humber, в 1931 році — фірма Rootes Group, а в 1967 році — фірма Chrysler. 1979 року компанія припинила виробництво автомобілів.

## Вільям Гіллман
Вільям Гіллман народився в 1848 році, будучи підлітком, був відправлений у фірму John Penn and Sons, яка виробляла морські парові двигуни, вчитися на механіка, там він познайомився із садівником фірми — Джеймсом Старлеєм. Будучи в 20-річному віці, пішов працювати у фірму Coventry Sewing Machine Co, яка крім швейних машинок першою серед британських заводів стала виготовляти велосипеди. Причому французькі велосипеди були модифіковані Старлеєм, який колись працював садівником, але при цьому мав талант конструктора. Син Старлея був засновником фірми Rover. У 1870-1871 роках в Англії був бум на велосипеди, а через те, що йшла Франко-прусська війна, французи не могли постачати свою продукцію через протоку. Тому Старлей разом зі Смітом відкривають свою фірму Smith, Starley and Co, яка починає виробляти швейні машинки і велосипеди, на початку 1872 року Гіллман приєднався до фірми, але вже в грудні покинув її.
У 1875 році Гіллман доріс до власного бізнесу, який він зміг почати завдяки фінансовій підтримці Вільяма Генрі Герберта, молоді люди назвали компанію Hillman and Herbert, їхня фірма стала виробляти велосипеди, роликові ковзани і швейні машинки. 1880 року до фірми приєднується Джордж Бевелі Купер, і фірма змінює назву на Hillman, Herbert and Cooper. Незабаром ця фірма стане найбільшим виробником велосипедів в світі. Тим часом, в 1887 році, Гіллмана захоплюють шарикові підшипники, за якими він бачив непоганий потенціал, він розробляє механізм для їх виготовлення і засновує власне підприємство — Auto Machinery Co, яке до початку століття зробить його мільйонером.

## Заснування компанії
До 1907 року Гіллман, якому йшов шостий десяток років, вирішив стати автомобільним промисловцем, разом з бретонським інженером Луї Арве Котеленом він засновує компанію Hillman Coatalen Motor Co. Відповідальним за конструкцію автомобіля стає Котелен, який до цього встиг попрацювати у французьких De Dion-Bouton, Clement-Bayard і Panhard-Levassor, а з 1900 року, коли він приїхав до Англії, — і в британських Crowden Motor Car Co і Humber and Co. У травні 1907 року була готова перша машина, яку виготовили на новому заводі в Пінлі, що в Ковентрі. Це була 4-циліндрова машина з 6.4 л мотором, який видавав 24 к.с..

## Початок виробництва автомобілів
Буквально через місяць прототип машини був виставлений на Турист Трофі, який проходив на острові Мен. Котелен ставить найкращий час траси на першому ж колі, але вже на другому колі машина сходить з дистанції через поломку. Після змагань машину випробовують протягом 15 000 миль (24 000 км), проте конструкція, на думку авторів, не потребувала доопрацювання — машина була тихою, потужною і надійною. У листопаді того ж року з'являється 6-циліндрова машина з мотором, об'ємом в 9.7 л, який розвивав 60 к.с., модель 40/60НР дебютувала на автомобільній виставці «Олімпія».
Ці дві моделі складали виробничу програму до 1909 року, коли з'явилася модель 12/15НР з 2.2 л двигуном, в цьому ж році Котелен залишає фірму. Він хотів одружитися з донькою Гіллмана, проте, дізнавшись, що Котелен був розлучений, Гіллман скасував весілля, ображений бретонець переходить працювати у фірму Sunbeam. 1910 року старий Гіллман перейменовує компанію в Hillman Motor Co. Тим часом машини, сконструйовані Котеленом, продовжували випускатися, в 1911 році припинилося виробництво найбільшої моделі — 40/60НР, а серія 25/40НР протрималася до 1913 року.
У 1913 році з'являються 2-циліндрова 1.8 л модель 10НР, яку випускали лише рік, і 9НР з 1.4 л 4-циліндровим мотором, через рік до них додається 13/25НР з 6-циліндровим 2-літровим мотором, яка також протрималася лише рік у виробничій програмі. 1915 року в каталогах залишається єдина модель — 11НР, яка була тією ж 9НР, на якій змінили хід поршня, тим самим збільшивши об'єм до 1.6 л.
У 1919 році, після Першої світової, фірма відновлює виробництво єдиної машини — 11НР, яка не зазнала змін. Через рік з'являється модель Speed Model, яку оснастили 1.1 л 25-сильним мотором. Ця машина позбулася електричного стартера, це було зроблено для зменшення ваги, оскільки машини цієї фірми мали репутацію спортивних. А імідж підкріплювався перемогами в спорті, одним з фанатів, що ганяли на Hillman по Брукландс, був Джордж Бедфорд. Через рік замість моделі Speed Model з'являється Sporting, який був вже оснащений 1.5 л 28-сильним агрегатом, але в тому ж році на 74 році життя йде в інший світ Вільям Гіллман.

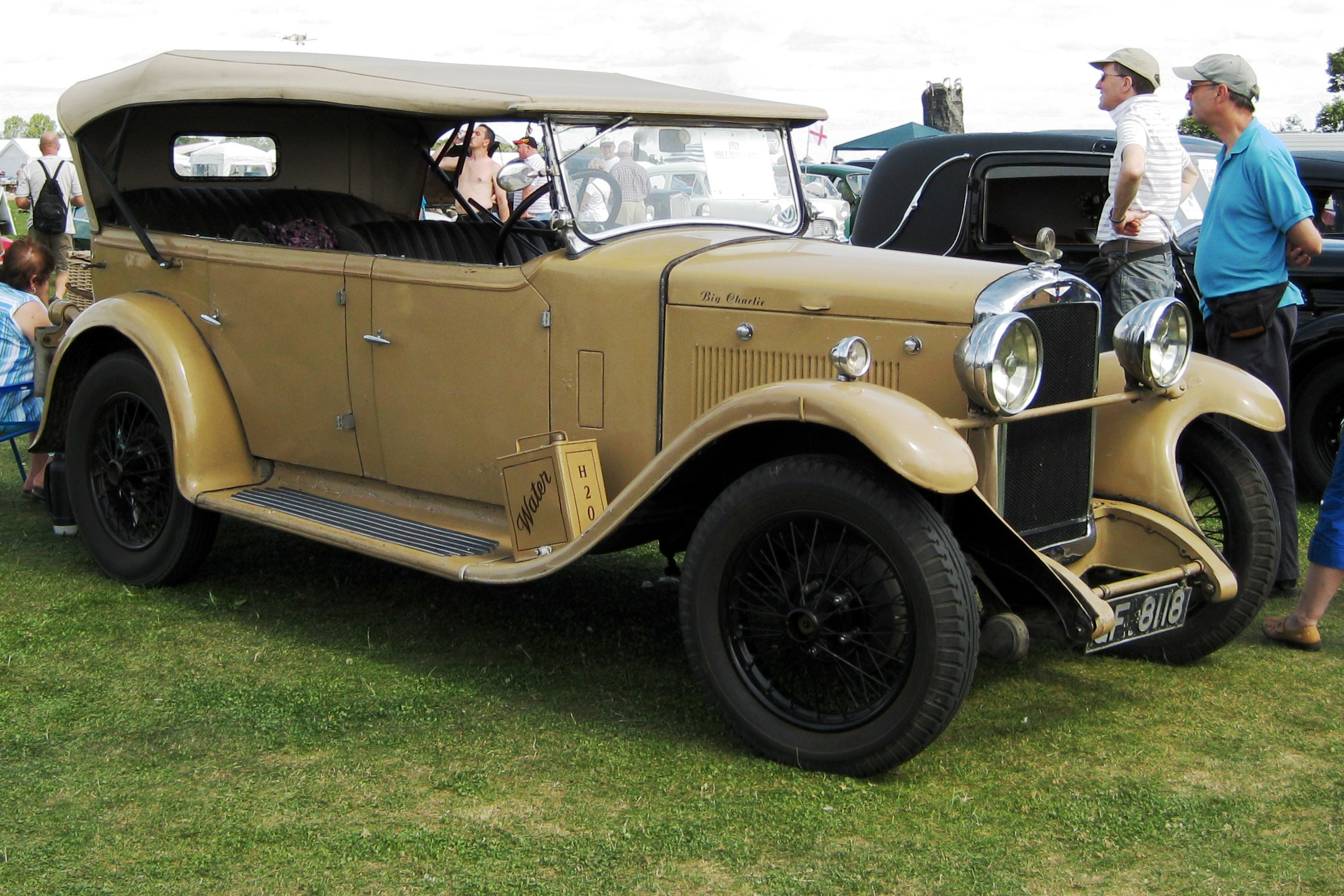
Hillman 14HP Husky Tourer

Господарями фірми залишається сім'я Гіллманів, але біля керма компанії стояли інші люди — Джон Блек і Спенсер Вілкс, вони вирішують припинити загравання зі спортом і зосередитися на простих і доступних автомобілях, в підсумку модель Sporting йде зі сцени, а 11НР отримує нові закриті і респектабельні кузови. Виробництво довоєнної моделі тривало в підсумку майже 11 років, поки в 1926 році її не зміна нова машина — 14НР. Ця машина мала 2-літровий мотор з бічним розташуванням циліндрів і закритий кузов, що поставлявся фірмою Tickford. Цю машину рекламували як автомобіль, який повинен коштувати дорожче. 1927 року в рекламних роликах акцент змінився на безпеку, оскільки машина отримала лобове скло типу триплекс, а гальма всіх коліс — вакуумний підсилювач. Також розширилася пропозиція по кузовах, відкритий чотиридверний турер отримав назву Husky.

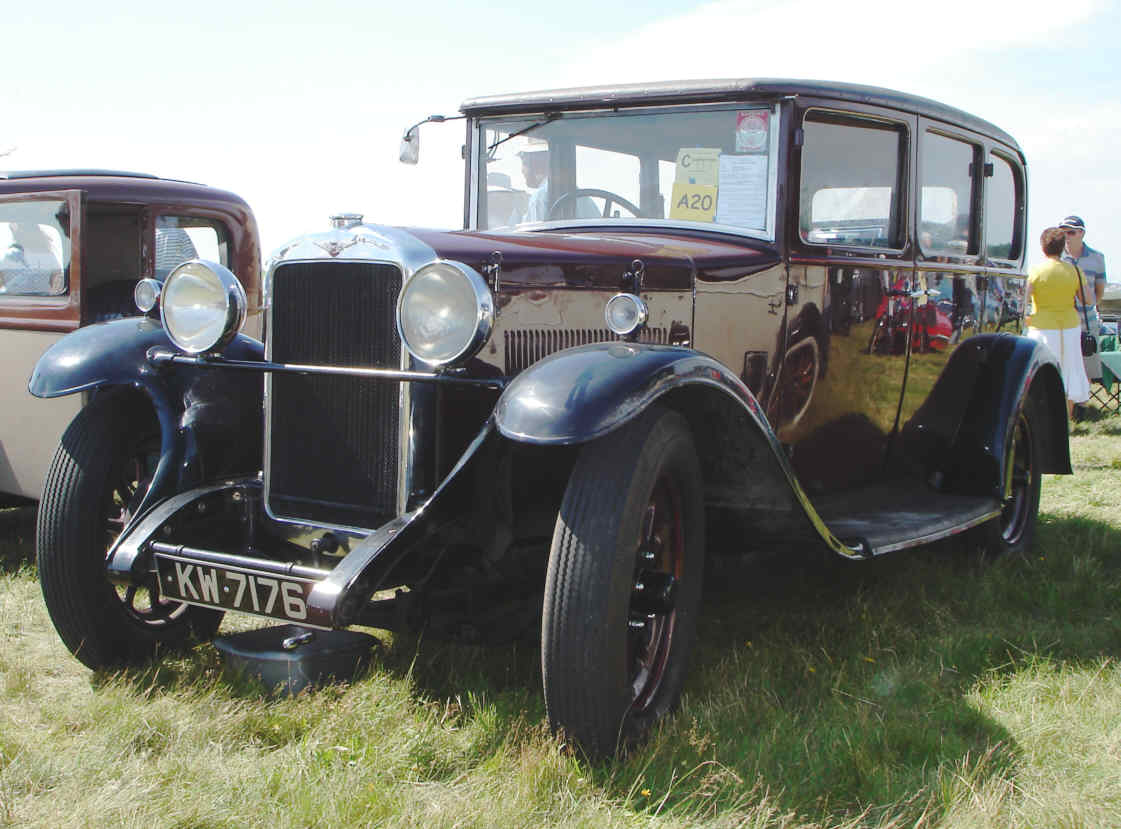
Hillman 14HP Saloon

У 1928 році 14НР зняли з виробництва, а замість неї з'являється солідна модель 20НР з рядною вісімкою, об'ємом 2.6 л і потужністю 58 к.с., британці не змогли пройти повз повальну моду на 8-циліндрові мотори, яка захопила автомобільний світ наприкінці 20-х. Автомобіль мав два пакети оснащення — як для джентльменів, так і для леді. У першому випадку в машині була попільничка і електричний прикурювач, а в другому — записна книжка, сейф для карток і пудрениця, але в обох випадках крім цих спеціальних опцій були шовкові фіранки в задній частині кузова, які можна було регулювати з місця водія, кишені в передніх сидіннях, освітлення салону і вентилятор, розміщений на стелі, як доказ герметичності закритого кузова.

## Hillman у складі компанії Humber
Однак часи були нелегкі, і в листопаді 1928 року фірма була куплена найближчими сусідами — фірмою Humber Combine, за якою стояли брати Вільям і Реджинальд Рутс, які до того були і дилерами фірми Hillman. Компанія продовжила випускати єдину модель, і хоча 20НР не славилась своєю надійністю, це була найдешевша 8-циліндрова машина на британському ринку, що забезпечувало їй попит. Восени 1930 року була представлена модернізована версія машини, яка отримала назву Vortic. Машина отримала додатковий циліндр, який не мав поршня, але який грав роль турбіни — нагнітав в інші циліндри повітря, а також цей мотор отримав демпфер коливань колінчастого валу. Крім цього гальма також піддалися оновленню, і машина отримала барабани збільшеного розміру.

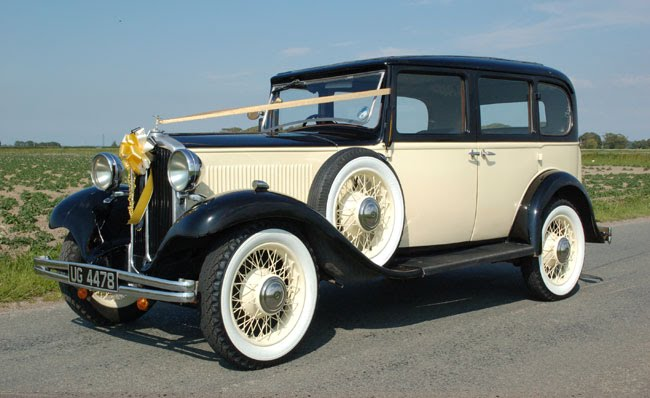
Hillman Wizard

У 1931 році в квітні в Альберт-Холі була представлена ще одна модель фірми — Wizard. Цю машину оснастили 6-циліндровими моторами: 2.1 л (Wizard 16HP) і 2.8 л (Wizard 20HP), і 4-ступінчастою трансмісією. Підвіска всіх коліс була залежною, але отримала гідравлічні амортизатори, гальма системи «Бендикс-Перро» отримали подвійний підсилювач. Брати Рутс рекламували машину як ту, що пройшла випробування у всіх кліматичних умовах планети. Оскільки справа була в часи економічної кризи, то брати Рутс організували продаж автомобілів в розстрочку, при ціні в 270 фунтів за найдорожчу версію треба було мати всього 67 фунтів на перший внесок, а решта виплачувалася в перебігу декількох місяців, проте цей прийом не сприяв величезним продажам, на які сподівалися співвласники фірми.

## Hillman у складі концерну Rootes Group
Взимку 1931-1932 років брати Рутс викуповують інші 40 % акцій компанії і створюють концерн Rootes, до якого входили марки: Hillman, Humber і Commer. Ще задовго до створення концерну на заводі йшло проєктування нової моделі з 1.2 л мотором — Minx. Перший прототип цієї машини був готовий в травні, і Вільям Рутс, дуже забезпечена людина, особисто тестує цю малолітражку (як і всі інші машини концерну), вирушивши на ній в подорож Європою. У жовтні 1931 року машину показали і публіці.

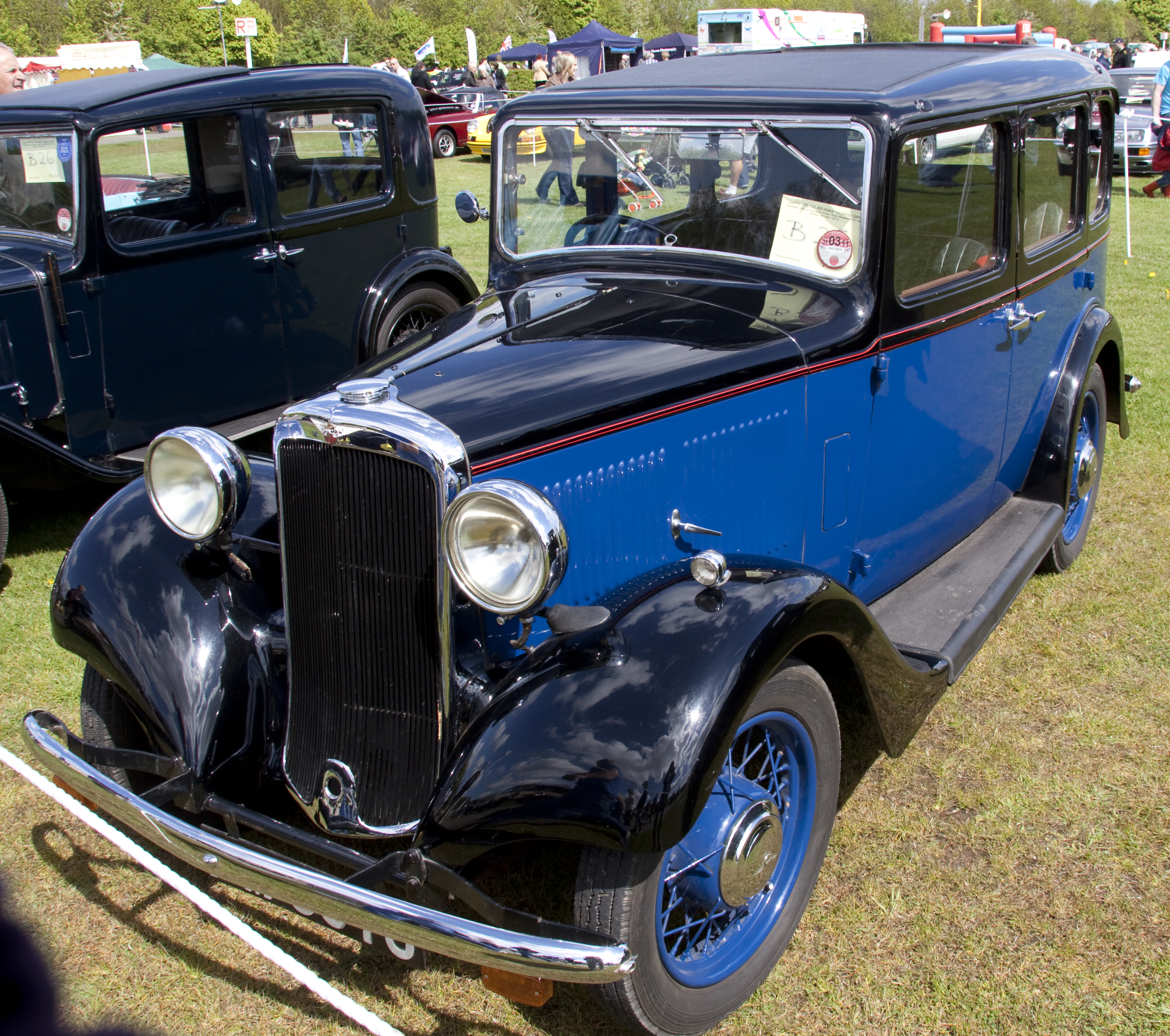
Hillman Minx 10HP Saloon

Minx 10HP, що мав 1.2 л мотор, потужністю 25 к.с. і 3-ступінчасту коробку передач, потрапив у саме яблучко, як за своїми споживчими якостями, так і по ціновій політиці. Преса також позитивно відгукувалася про машину, стверджуючи, що це була якісно зібрана машина, в якій особливу увагу було приділено і пасажирам, маленька машина мала досить великий простір для ніг задніх пасажирів.

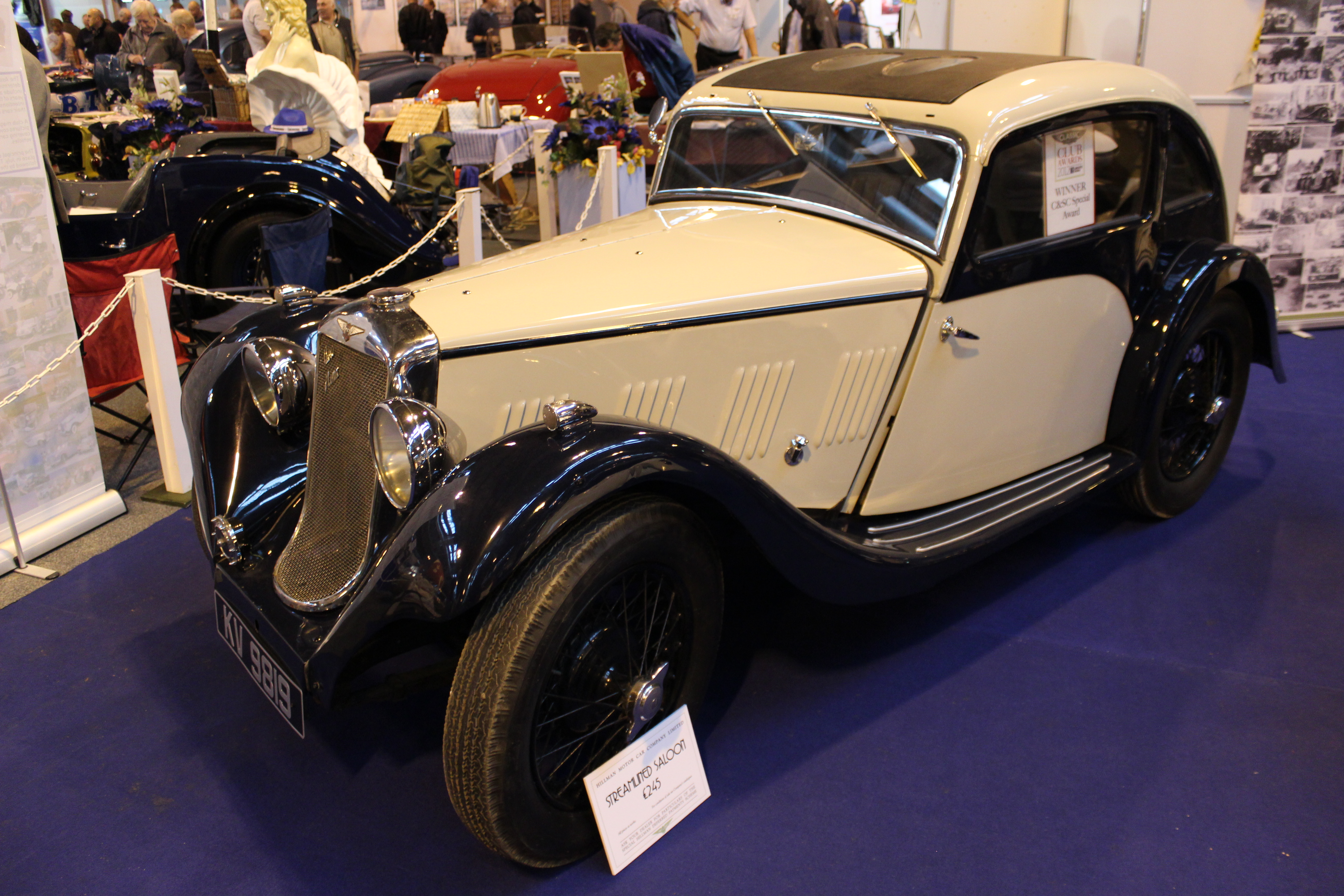
Hillman Aero Minx 10HP Sports Saloon

На початку 1932 року машини цієї серії отримали гумові подушки агрегатів, які значно зменшили передачу вібрацій на раму і кузов. Вибір кузовів був більш, ніж великим, а самі вони були повністю металевими. У вересні 1932 року з'являється псевдоспортивна версія Aero Minx, яка відрізнялася від простих версій аеродинамічними кузовами з похилою решіткою радіатора і низькою підвіскою коліс, так званий underslung, тобто мости кріпилися над рамою, а не під нею, як у більшості випадків, і моторами з вищою компресією, що дозволило зняти 30 к.с.. Ця модель випускалася в двох варіантах кузова: закритий — Sports Saloon (від фірми Kevill-Davies) і відкритий Special Tourer (від March), останній використовувався і в поліції.
У цьому ж 1932 році старий Vortic вирушив на пенсію, а через рік за ним підтягнувся і Wizard. До цього часу продажі Minx досягли позначки в 20 000 на рік, але тим не менш боси вирішили не залишати цю модель на самоті, а доповнили модельний ряд в 1934 році спадкоємцем Wizard. Нова модель 20/70НР використовувала шасі і 2.8 л мотор від попередника, який був форсований до 68 к.с., 4-ступенева коробка передач, яка до цього мала синхронізатор тільки на третій швидкості, отримує синхронізатор і на 4 швидкість. Ця машина мала цікаву систему — Startix, якщо машина глохла з включеним запалюванням, то стартер автоматично заводив мотор знову. Модель Minx в цьому сезоні отримує мотор, форсований до 27 к.с., 4-ступінчасту трансмісію, а решітка радіатора отримує невеликий нахил і V-подібну форму, а як опція пропонується радіо фірми Philco.

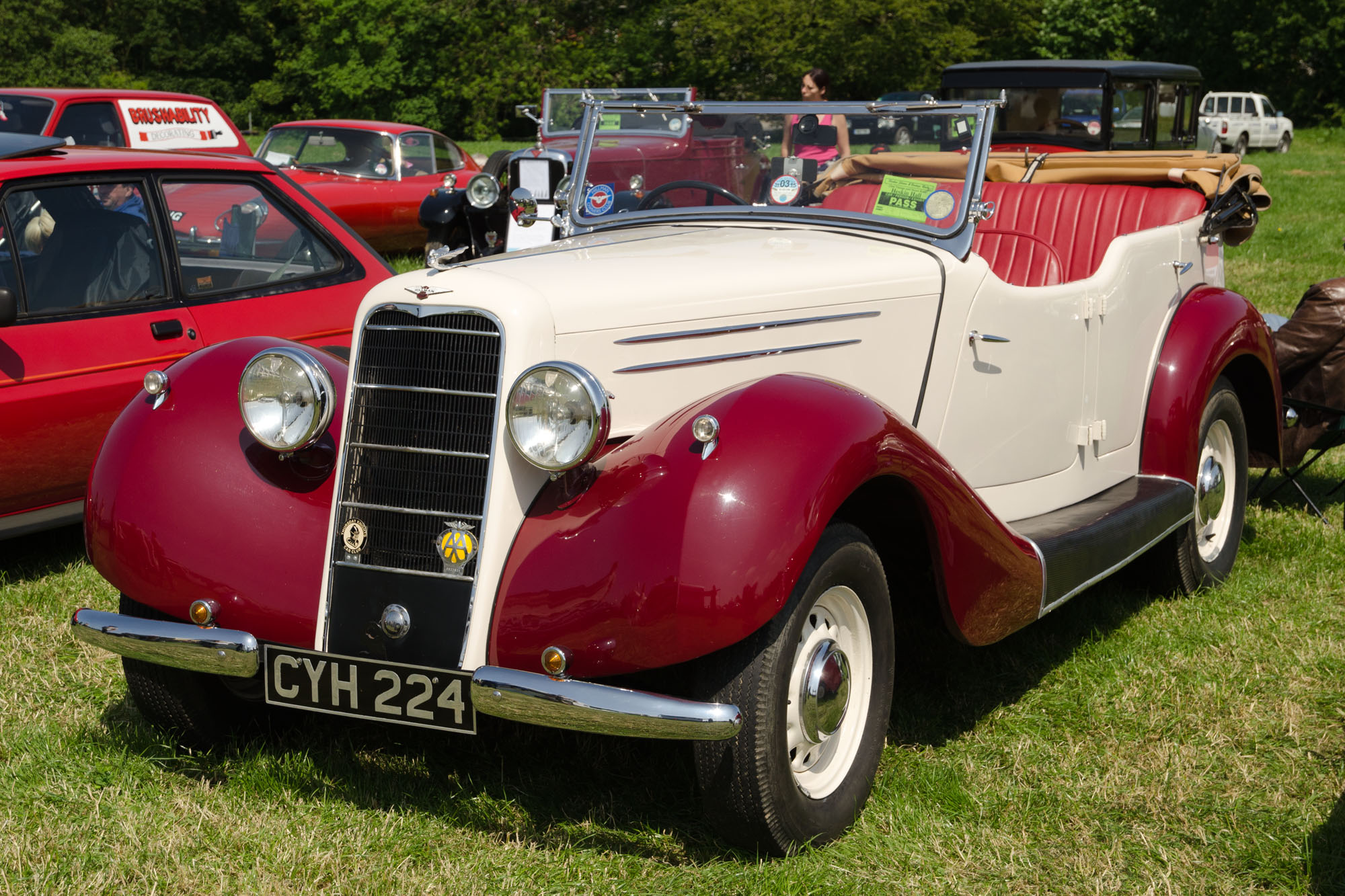
Hillman Hawk 20HP Cabriolet

У 1935 році Rootes купують фірми Clement Talbot, Sunbeam Motor Car Company і Darracq Motor Engineering Co, після чого Aero Minx отримує ще одну версію кузова — Cresta, 2-дверний закритий кузов без середньої стійки, тобто хардтоп, який був запозичений у Talbot 10HP. У першій половині року модель 20/70НР замінюється моделлю 16НР, яка мала 2.6 л 6-циліндровий мотор, потужністю 56 к.с., і нове шасі з передньою незалежною підвіскою, яку фірма назвала «рівний кіль». Проте вже в кінці року модель 16НР отримує новий 3.2 л мотор, потужністю 75 к.с., і нову назву — Hawk 20HP, хоча на замовлення продовжують робити і 2.6 л версію, яка називалася Hawk 16HP. Новий 3.2 л мотор встановлювався і на іншу машину — 80НР, яка відрізнялася від Hawk тільки збільшеною базою коліс і довшими кузовами.

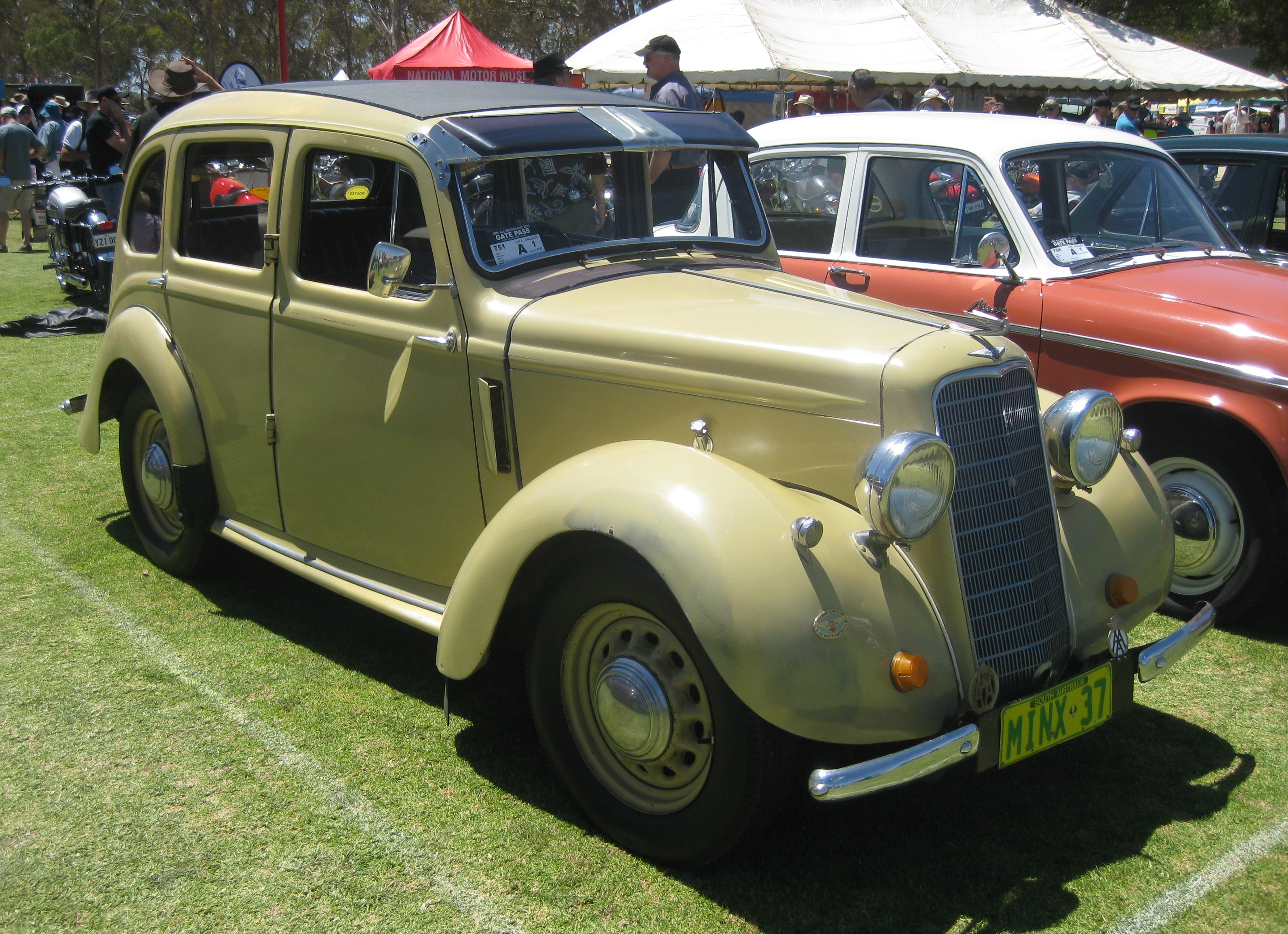
Hillman Minx Magnificent 10HP Saloon

Що стосується масової моделі, то вона змінює назву на Minx Magnificent. Інженер Бут, який до переходу в Hillman встиг попрацювати на Clyno, AJS і Singer, повністю переробляє автомобіль. Машина отримує нові коробчаті шасі, мотор зрушили вперед, кузови отримують сучасну округлу форму в стилі своїх старших братів, в передні крила були заховані повітроводи, які покращували охолодження двигуна, простору в салоні стало більше. Продажі почалися в листопаді, а до кінця 1935 року було поставлено більше 11 000 екземплярів цієї моделі, при цьому припиняється випуск моделі Aero Minx. Цю машину, як колись у кризові роки, можна було взяти в розстрочку, але цього разу термін виплати був збільшений до 2 років, а сама сума була настільки мізерною, що спокійно дозволяла купувати таку машину без розмірковувань.

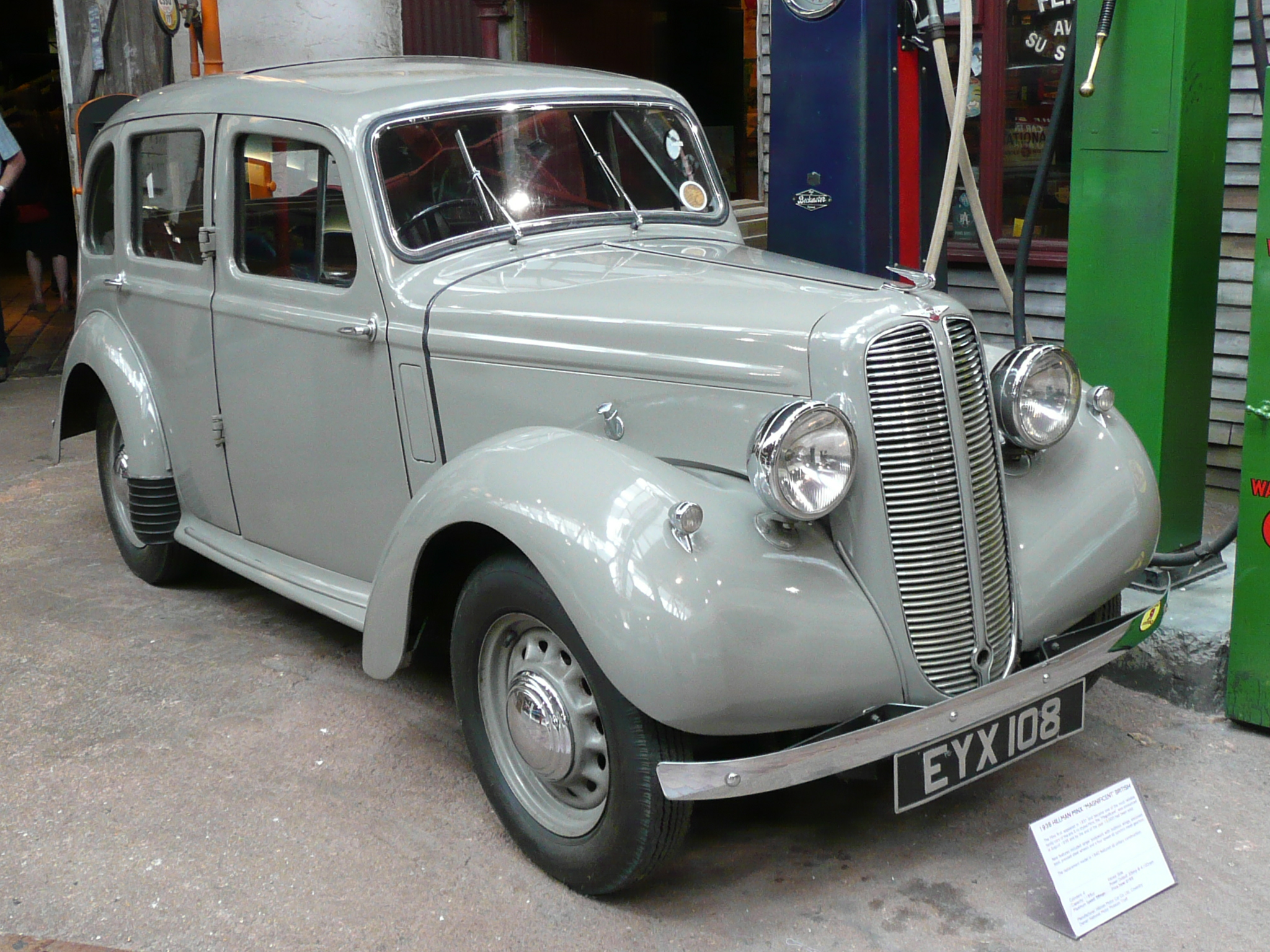
Hillman Minx 10HP Saloon 1938

У 1937 році припиняється виробництво серії Hawk, але продовжується випуск моделі 80НР, через рік молодша модель знову стає просто Minx, машина отримує нову вужчу решітку радіатора, з якою пропадають п'ять вертикальних смуг і довгий єдиний бампер, вибір кузовів звужується до закритого седана і універсала, а відкритий турер поставляла фірма Carbodies. Щоб скоротити розрив між Minx і 80HP, починають поставляти модель 14НР, яка мала 1.9 л 4-циліндровий мотор, потужністю 51 к.с., і повністю синхронізовану 4-ступінчасту трансмісію. Як і моделі, які вона змінила, шасі цієї моделі мали незалежну підвіску передніх коліс, кузови були виконані в стилі Minx і 80HР з решітками радіатора від Minx. У цьому ж році голландець Маус Гатсонідес бере участь в Монте-Карло, стартуючи з Югославії, до фінішу він приходить без штрафних очок, але призу не отримує.
У 1939 році 6-циліндрові машини 80НР зникають з каталогів фірми, щоб не складати внутрішньої конкуренції з аналогічними машинами марки Humber. 14HP для здешевлення тепер мала тільки три синхронізовані передачі, оскільки першу все одно задіювали дуже рідко, практично тільки при рушанні, таку ж трансмісію отримує і молодша модель, але, на відміну від молодшої машинки, 14НР отримує гідравлічний привід гальм.
Проте вже в 1940 році виробництво легкових автомобілів припинилося, крім військових версій Minx, які отримали назву Tilly (від Utility). У той же час брати Рутс надають свої заводи для виробництва авіаційних двигунів державі, яка оголосила війну Німеччині, в подяку за це Вільяма Рутса ставлять головою відділу поставок в Міністерстві постачання. Після нічного нальоту в листопаді 1940 року на Ковентрі саме Вільяму було доручено поставити на ноги сильно зруйноване місто, яке було одним з головних індустріальних міст Великої Британії. 1942 року за виконання завдання Вільяма Рутса звели в лицарі і дали орден Кавалера Британської імперії.

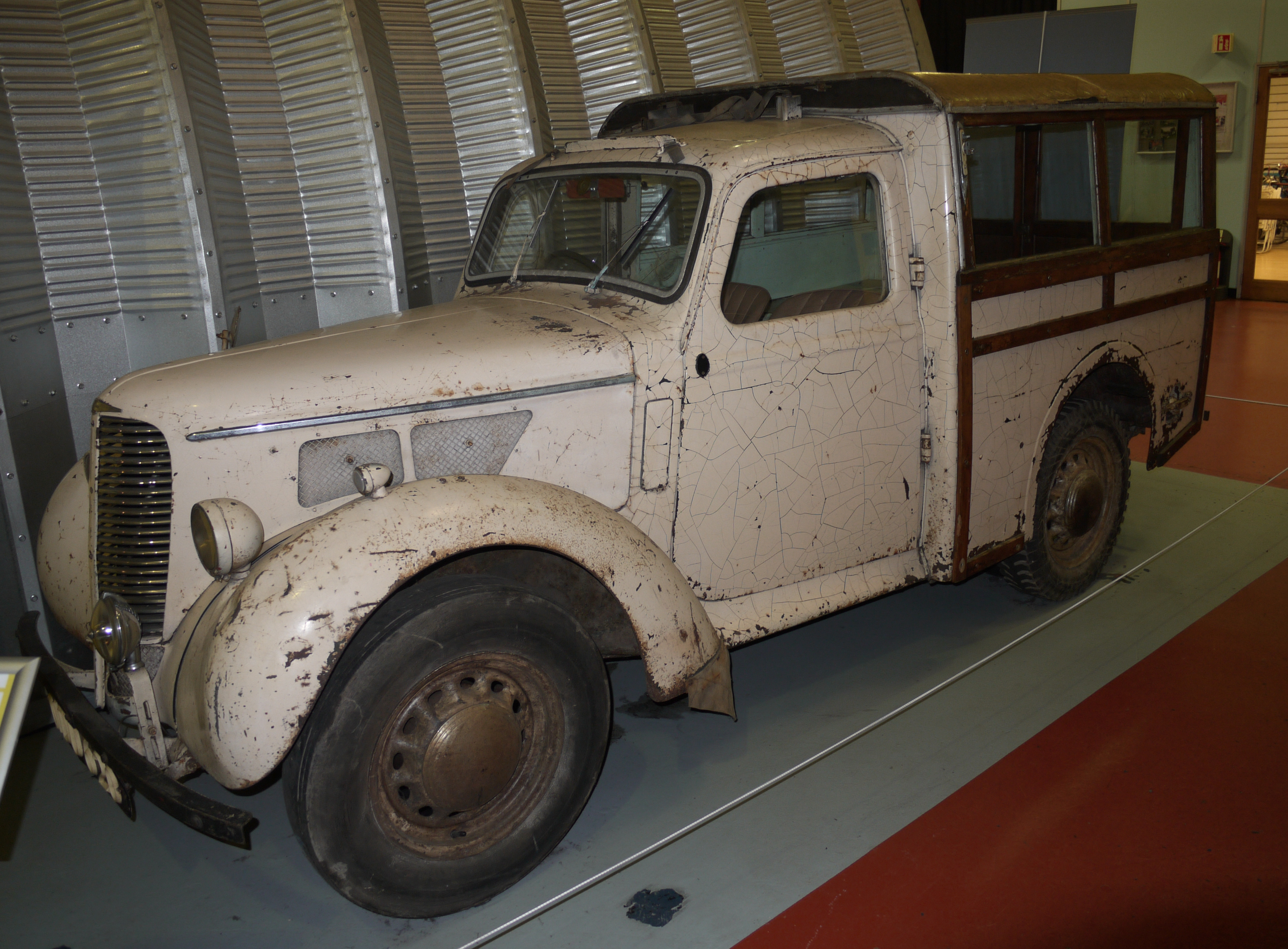
Hillman Minx 10НР Estate Car

Після війни, вже в липні 1945 року, компанія Hillman оголошує про відновлення продажів своїх автомобілів з наступного місяця. Технічно вони повторювали автомобілі 1939/1940 модельного ряду, але з мотора зняли вже 35 к.с.. Однак відкритої версії так і не з'явилося, зате седан отримав брезентовий верх, також була представлена версія універсал, перероблена з фургонів фірми Commer, яка входила до складу концерну.

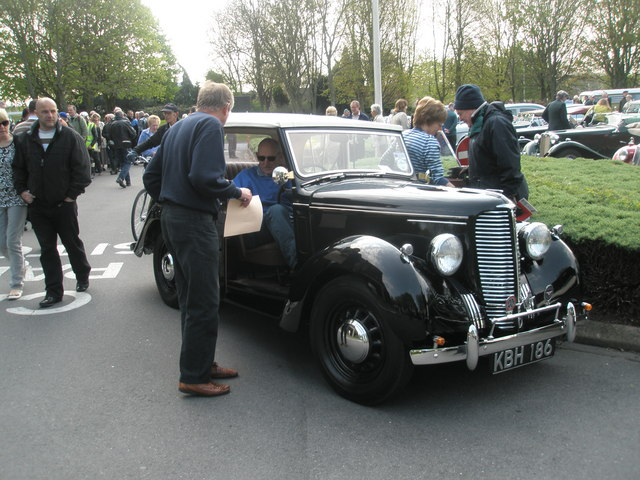
Hillman Minx 10HP Drophead Coupe Phase II

Через рік з'являється відкрита версія Drophead Coupe, виробництво цих моделей тривало до грудня 1947 року, коли з'явилася оновлена модель — Minx Phase II. Нова машина отримала ряд оновлень, по-перше, кузовні: фари були тепер інтегровані в передні крила, змінилася форма капота; по-друге, технічні: гальма отримали гідропривід, важіль КПП переїхав на рульову колонку.

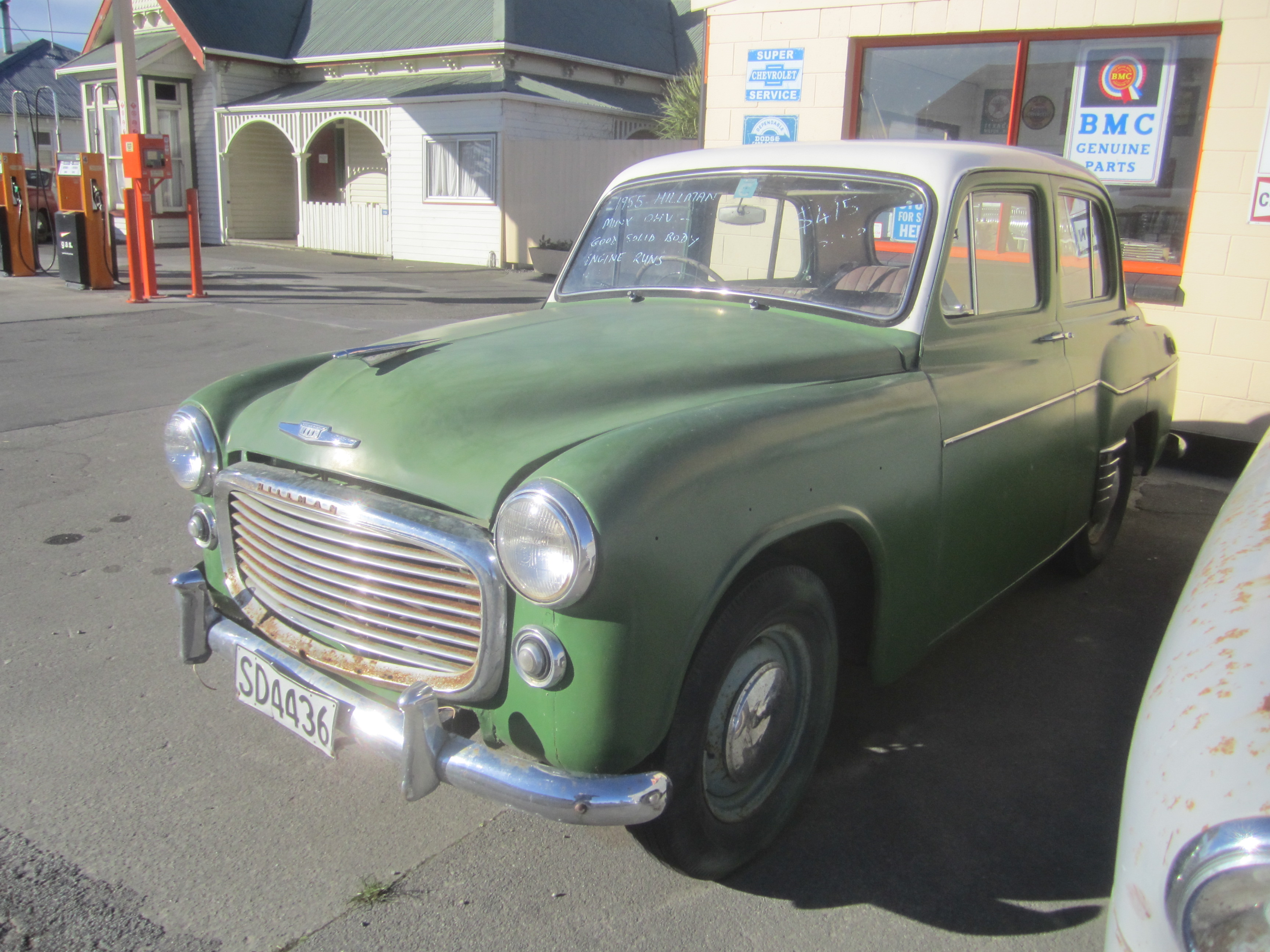
Hillman Minx Phase VI Saloon

У вересні 1948 року було представлено нове покоління автомобілів, чий дизайн був інспірований американськими автомобілями, оскільки дизайнером цієї машини був француз Раймон Леві, який багато працював в США, в тому числі з фірмою Studebaker. Minx Phase III отримує понтонний тип кузовів, серед яких, як і раніше, можна знайти седан, універсал і кабріолет. Технічно ж ніяких інновацій не відбувається, окрім появи передньої незалежної пружинної підвіски.
У грудні 1949 року з'являється новий 1.3 л мотор, потужністю 37 к.с., а машина отримує назву Phase IV, її виробництво починається на початку 1950 року на новому заводі в Райтоне-на-Дансморі, де поряд з Hillman починається виробництво й інших марок, що входили до концерну. Зовні машини з потужнішими моторами можна відрізнити від 1.2 л версії за поворотниками, які з'явилися під передніми фарами. У жовтні 1951 року проходить чергова модернізація, ручник перенесли на підлогу, а з боків кузова з'являється хромований декор, ця машина знана як Minx Phase V.

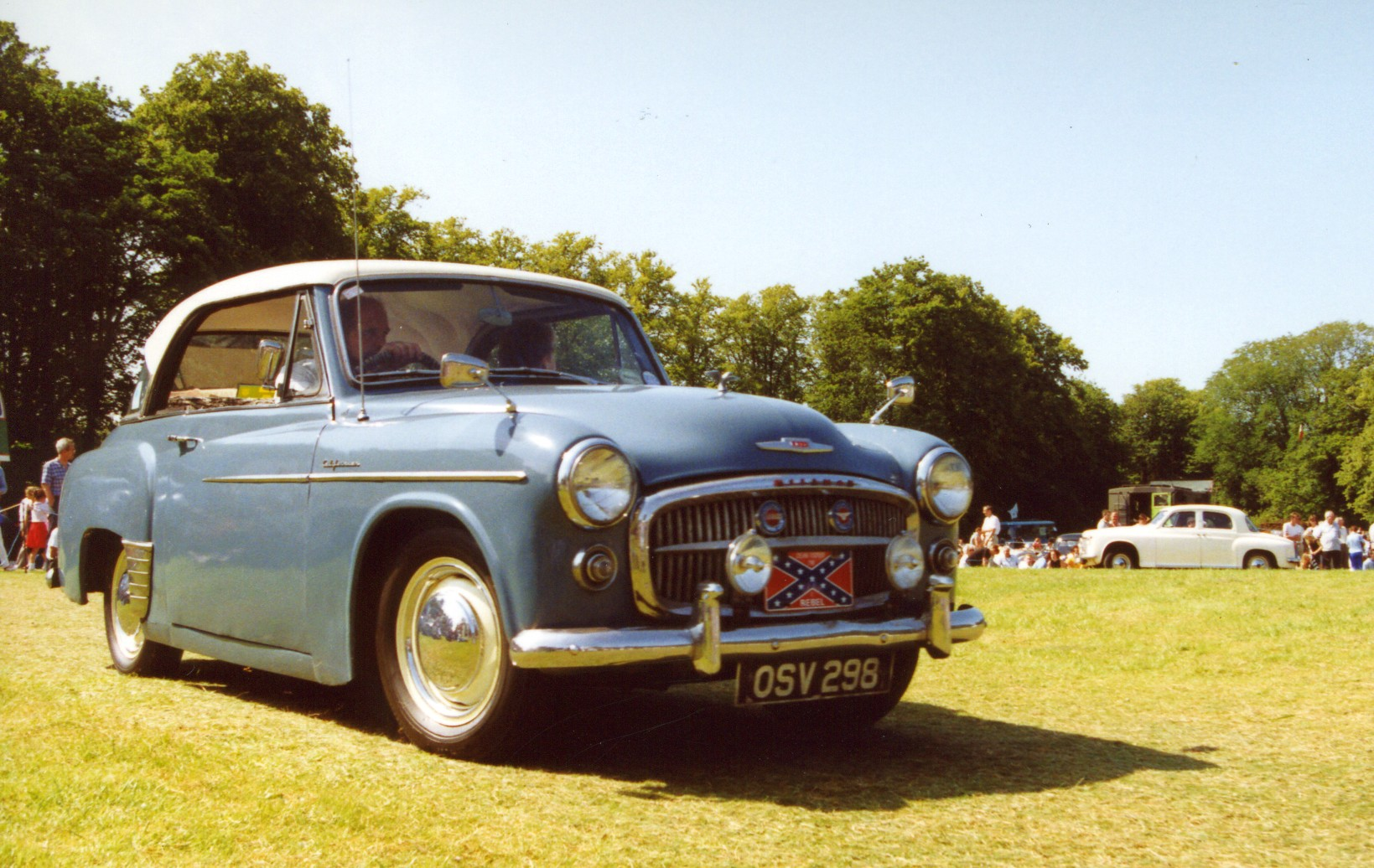
Hillman Minx Phase VI Californian

На початку 1953 року з'являється нова генерація Minx — Phase VI. Машина отримує нове облицювання радіатора, круглі задні фари, інтегровані в кузов, мотор мав нову головку циліндрів і карбюратор. Крім цього, після того, як сер Рутс популяризує британські автомобілі з США, з'являється версія з кузовом хардтоп, яка отримує додаткову назву Californian, натякаючи на головний ринок збуту для цієї версії. Але вже в грудні цього ж року з'являється 7 фаза цієї моделі. Машини отримують верхньоклапанний 1.4 л 43-сильний мотор, також змінюється задня частина кузова, задні крила седана стають трохи довшими, а заднє скло — більшим.

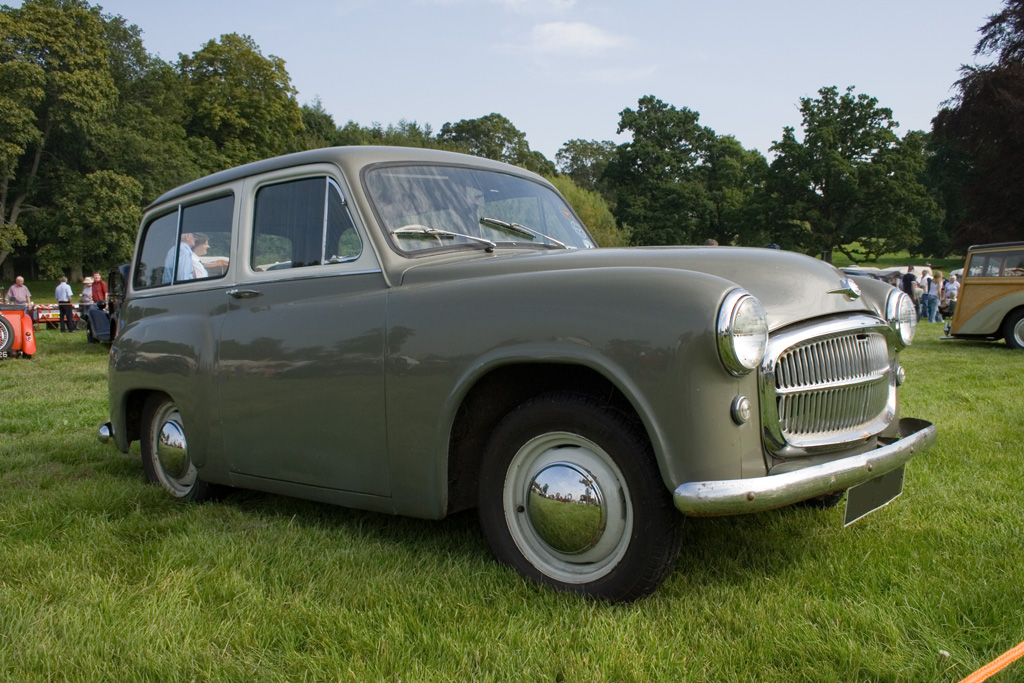
Hillman Husky

У тому ж році ліцензію на 6 фазу купує японська фірма Isuzu, яка починає її випускати в Японії, а взагалі на той момент фірма продавала свою продукцію в 160 країнах, у той час як до початку військових дій автомобілі цієї марки можна було купити всього в 69 державах. 1954 року з'являється 8 фаза, яка отримує 15" колеса, оновлену підвіску коліс, мотори залежно від комплектації могли бути 1.3 л (Special) або 1.4 л (De Luxe), крім цього в Парижі дебютує модель Husky, це вантажопасажирська версія 8 фази, однак колісна база нового 3-дверного універсала була зменшена на 23 см, моторчик можна було встановити тільки 1.3 л, важіль коробки передач знаходився на підлозі, на відміну від більших моделей. Цей універсал був клоном фургона Commer Cob, який отримав бічні вікна і додатковий ряд сидінь.

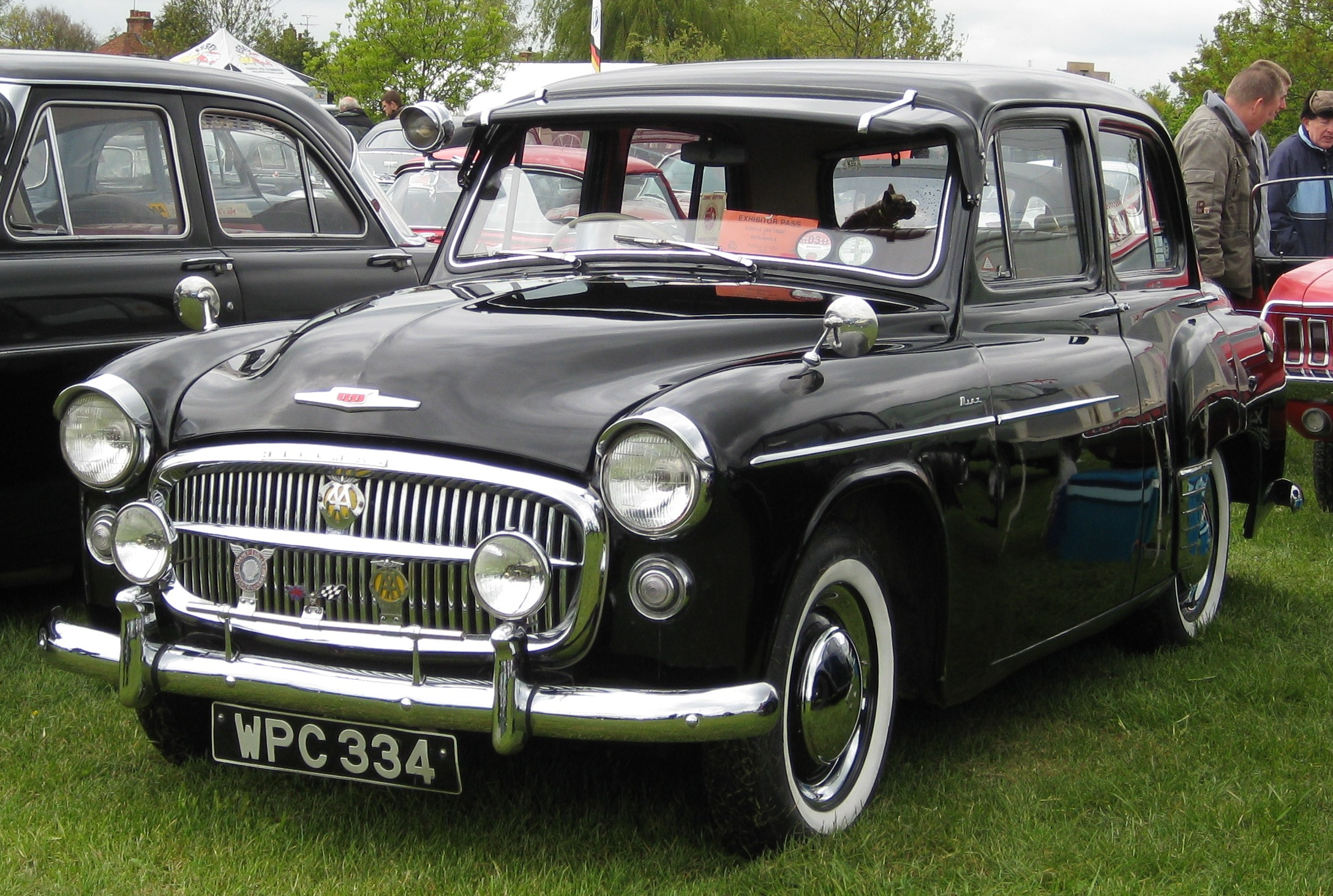
Hillman Minx Series VIIIA Gaylook Saloon

У 1955 році Minx переживає невеликий фейсліфт (Phase VIII), решітка радіатора отримує горизонтальну смужку по центру, на зразок тієї, що мала Husky. Боси концерну прибирають до рук ще одну британську марку — Singer. Після чого через рік їм на зміну приходить нове покоління Рутсів — Джефрі Рутс (старший син Вільяма) стає керуючим директором компанії, його брат Брайан став відповідати за Rootes Ltd (компанію, відповідальну за мерчендайзинг за межами Англії), а їхній двоюрідний брат — Тімоті — директором з продажу та обслуговування у Великій Британії. 1956 року з'являється наступне покоління моделі Minx. Воно мало двобарвне забарвлення і рясний хромований декор, машину рекламували слоганом «As Gay as a Mardi Gras». Слоган перекладається, як «Такий же веселий, як Марді Гра», Марді Гра — це старовинне свято-карнавал у Франції — проводи Зими та зустріч Весни перед Великим постом.

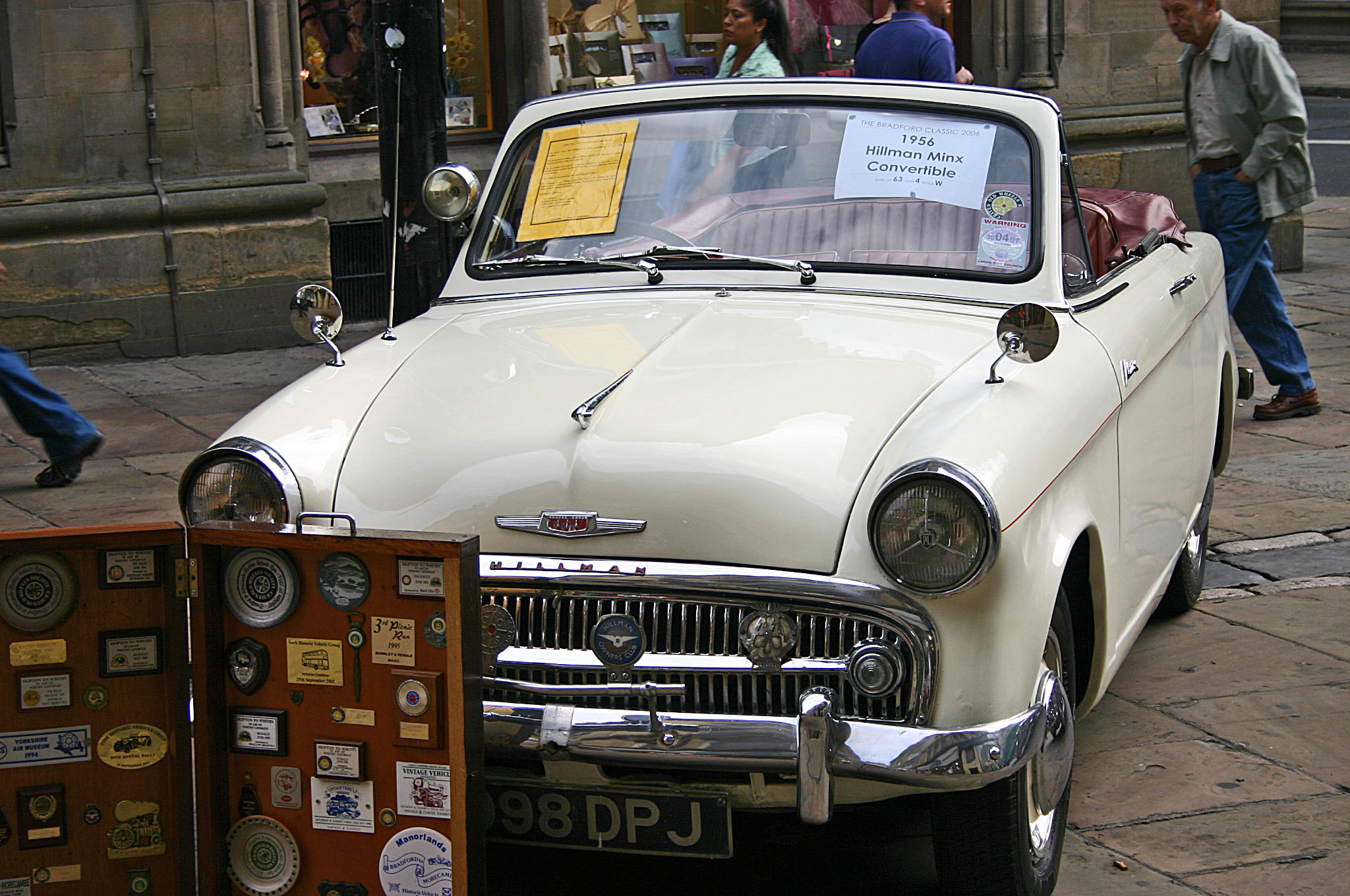
Hillman Minx Series I Convertible

Ця «весела» машина (Minx Phase VIIIA) випускалася з трьома типами кузовів, але не довго, оскільки вже в травні її змінило нове покоління цієї моделі — Minx Series I. Ця машина проєктувалася дизайнерами корпорації Rootes, але при консультації француза Леві, аналогічний дизайн кузова отримали і дві інші машини, що входили в концерн — Singer Gazelle і Sunbeam Rapier, а в Австралію ця машина стала поставлятися як Humber 80. Технічно ж змін не відбулося, на вибір пропонувалися варіанти Special Saloon, De Luxe Saloon і Convertible, останні дві комплектувалися верхньоклапанним 1.4 л двигуном, а базова модель — старим 1.3 л. Універсал залишився доступний тільки в старому кузові Phase VIIIA, а версія хардтоп — Californian, взагалі зник з каталогів.

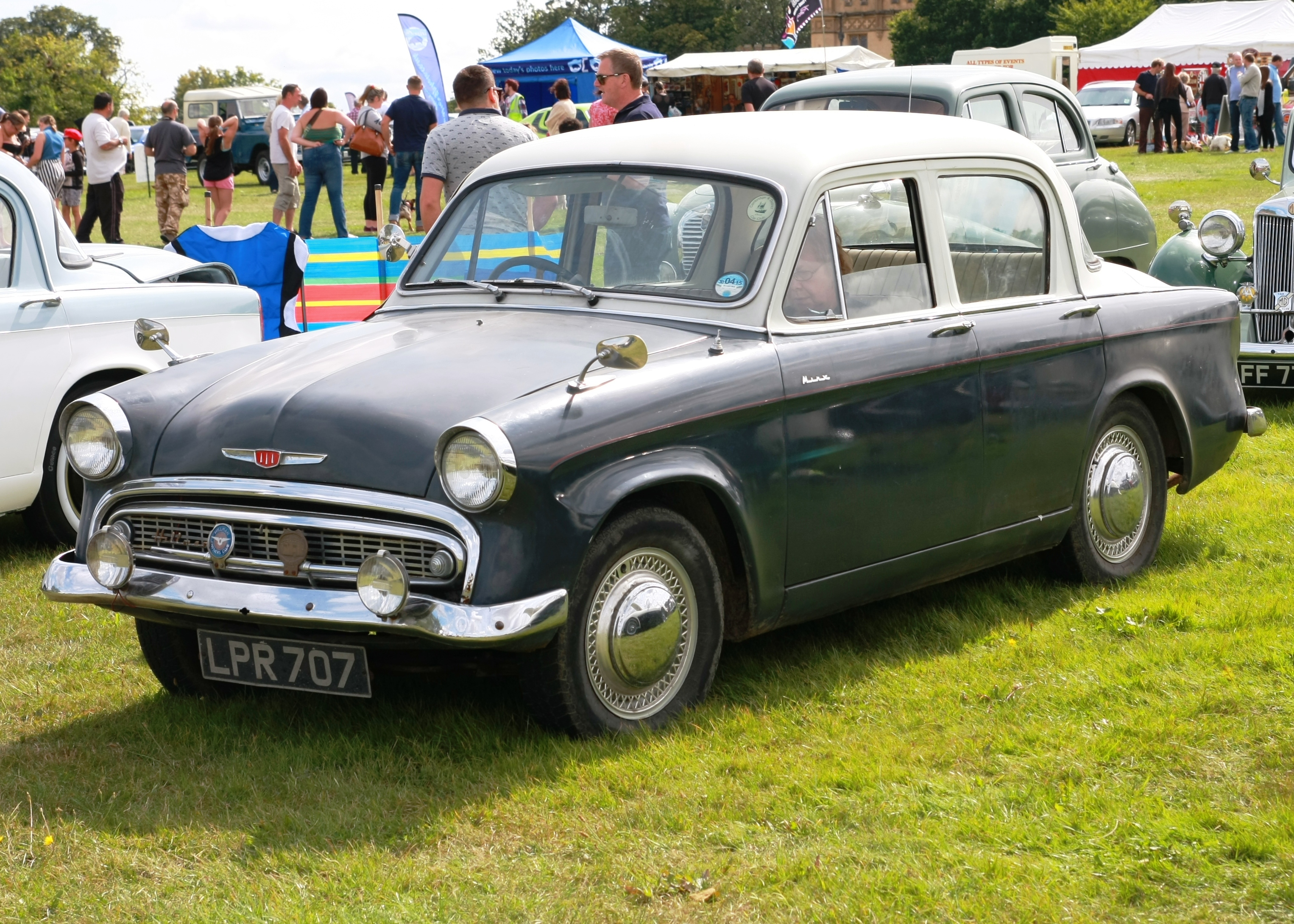
Hillman Minx Series II

У червні 1957 року Minx отримує і версію універсал, тим самим припиняється виробництво Minx Phase VIIIA, новий універсал мав п'ять дверей, а не три, як попередник, а через два місяці з'являється друга серія Minx, концерн відзначав 25-річчя з дня утворення, і тому машини Series II носили ім'я Jubilee, зовні машини відрізнялися декором, а технічно автомобілі цього покоління мали можливість замовлення напівавтоматичною коробки передач Manumatic.

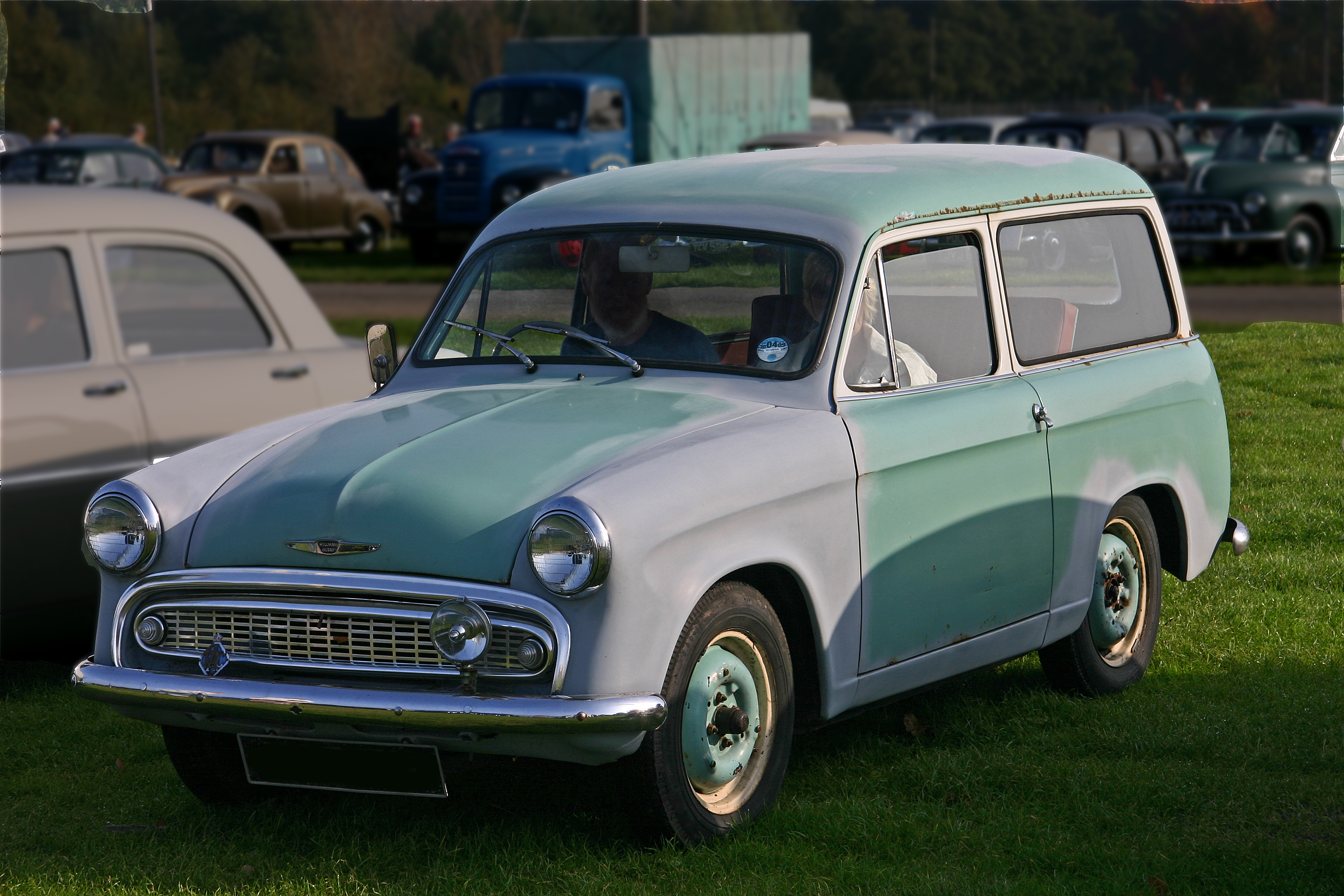
Hillman Husky Series I

У 1958 році всі автомобілі другої серії отримують 1.4 л мотор, навіть базовий варіант, але тепер, щоб дистанціюватися від дорожчих версій, Special Saloon оснащується тільки звичайною коробкою передач, в той час як інші версії Minx серійно мали автоматичне зчеплення Manumatic. Але головною новинкою стала поява нового покоління автомобілів моделі Husky. Husky Series I мали тепер передню частину від Minx Series II Special, а під капотом прописався сучасний верхньоклапанний 1.4 л двигун, потужністю 51 к.с.. База, як і колись, була коротшою своїх старших побратимів, але цього разу вже всього на 20 см, але ця машина майже в півтора рази була дешевшою свого 5-дверного побратима зі старшої лінійки.

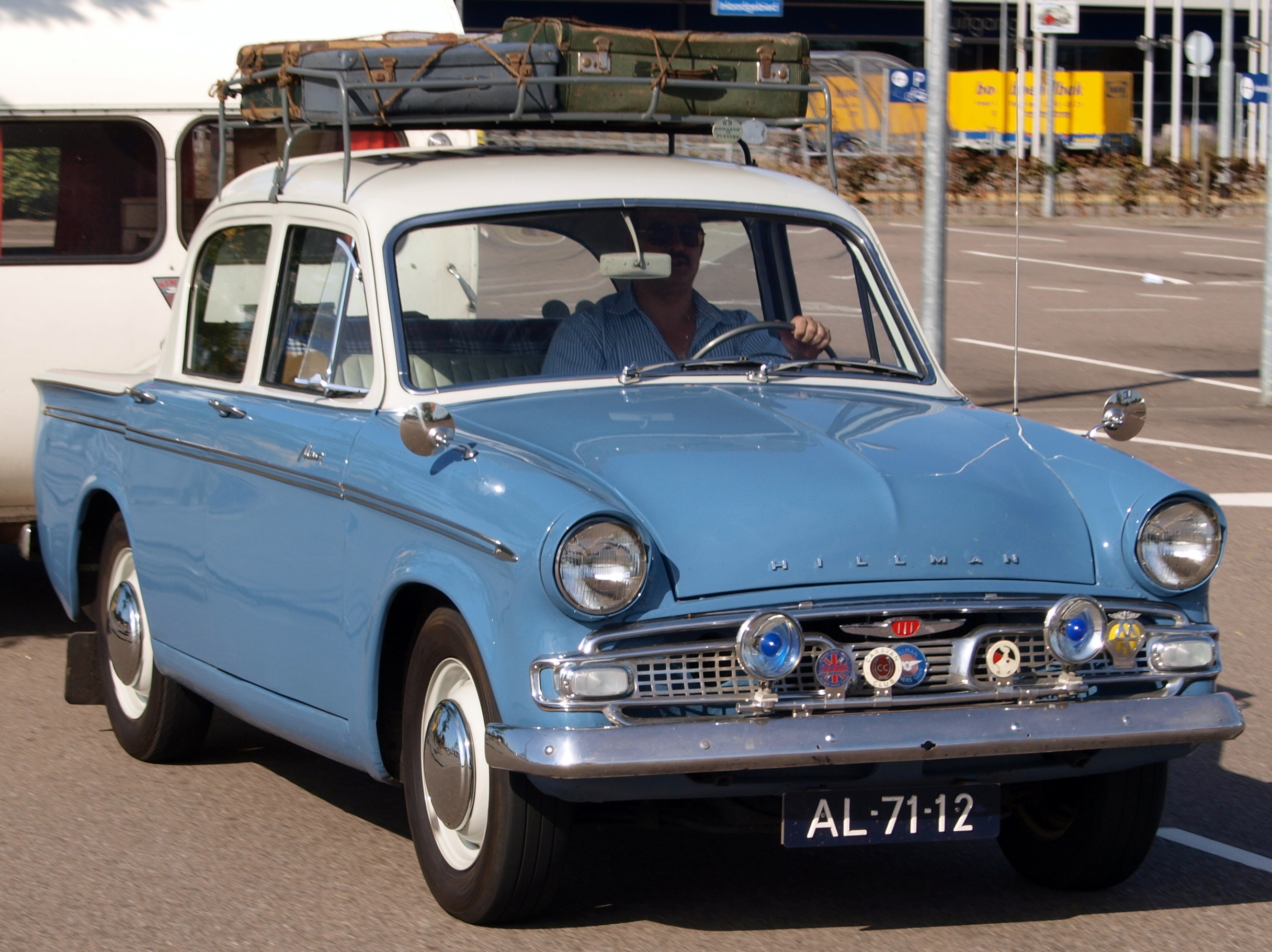
Hillman Minx Series IIIA Saloon

У 1959 році з'являється Minx Series III, який зовні відрізнявся новими ґратами радіатора, але під капотом був новий 1.5 л мотор з потужністю в 50 к.с.. Однак ця машина випускалася всього кілька місяців, оскільки у вересні прийшла їй зміна — Series IIIA, яка отримала підлогове розташування важеля КПП, а зовні її можна впізнати за роздвоєною декоративною решіткою радіатора, крім цього поворотники в передніх крилах отримали прямокутну форму, невеликий вигнутий хвіст на багажнику і плавники на задніх крилах. Як опція на цій машині з'явилася автоматична коробка передач Easidrive.
У цьому ж році кілька молодят, які працювали на заводах Rootes, попросили перевести їх з нічної зміни на денну, керівництво пішло їм назустріч, однак, бачачи лояльність своїх керівників, майже 1500 працівників фірми оголосили страйк, вимагаючи, щоб їх побажання також були виконані, ці хвилювання отримали назву «Страйк медового місяця», цього разу вдалося переконати людей повернутися до робочих місць.
У березні 1960 року модель Husky отримує нове скління — лобове стало більшим, а також отримує 4-ступінчасту коробку передач, замість 3-ступінчастої. Minx ж влітку отримує оновлену механічну частину автомобіля, так замість конічного заднього моста з'являється гіпоїдний, зовні зміни зводилися тільки до іншого переднього дивану, ця машина отримує назву Series IIIB. У липні 1961 року Minx Series IIIC отримує 1.6 л мотор, потужністю 57 к.с., разом з цим з лінійки виробничої програми зникають версії універсал і кабріолет.
У вересні 1961 року знову відбувається страйк, 1000 працівників заводу, що виготовляли кузовні панелі, вимагали додаткові пільги для себе, «завдяки» тому, що ця тисяча покинула свої робочі місця, фірма зазнає колосальних збитків, оскільки виробництво практично зупинилося, робітники і керівництво намагалися домовитися через профспілкові організації, однак наприкінці вересня нарешті старезний лорд Вільям Рутс втручається в ситуацію, він заявляє, що всі, хто не повернеться завтра на робочі місця, будуть негайно звільнені, працівники ігнорували цю заяву, і на наступний день поповнили армію безробітних.

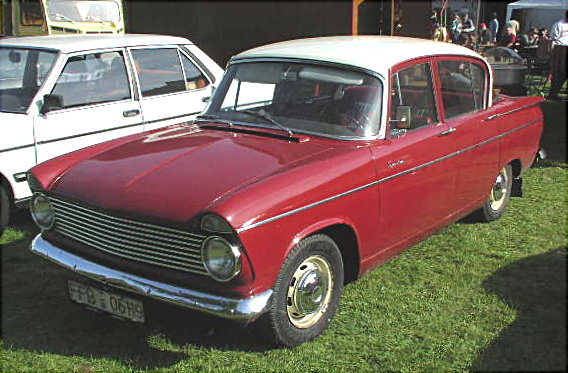
Hillman Super Minx MkI

А поки страйкували кузовщики, в жовтні була анонсована нова модель — Super Minx, вона була також побудована на платформі «Audax», як і просто Minx Series I—III і його аналоги від родинних брендів, але кузов машини був значно збільшений в розмірах, колісна база додала 13 см в довжину, передок відрізнявся від простої моделі вбудованими в ґрати радіатора фарами, а під капотом був 62-сильний 1.6 л двигун, це була дешевша версія Singer Vogue, що з'явився раніше. Базовою була ручна 4-ступінчаста коробка передач з 3-ма синхронізованими вищими передачами, але як опцію також можна було замовити автоматичну коробку передач.
Тим часом керівництво фірми знаходить нових постачальників для кузовів, поки не знайдеться угода з власними працівниками, до консенсусу прийшли тільки через рік, після того, як змінилася рада директорів концерну.

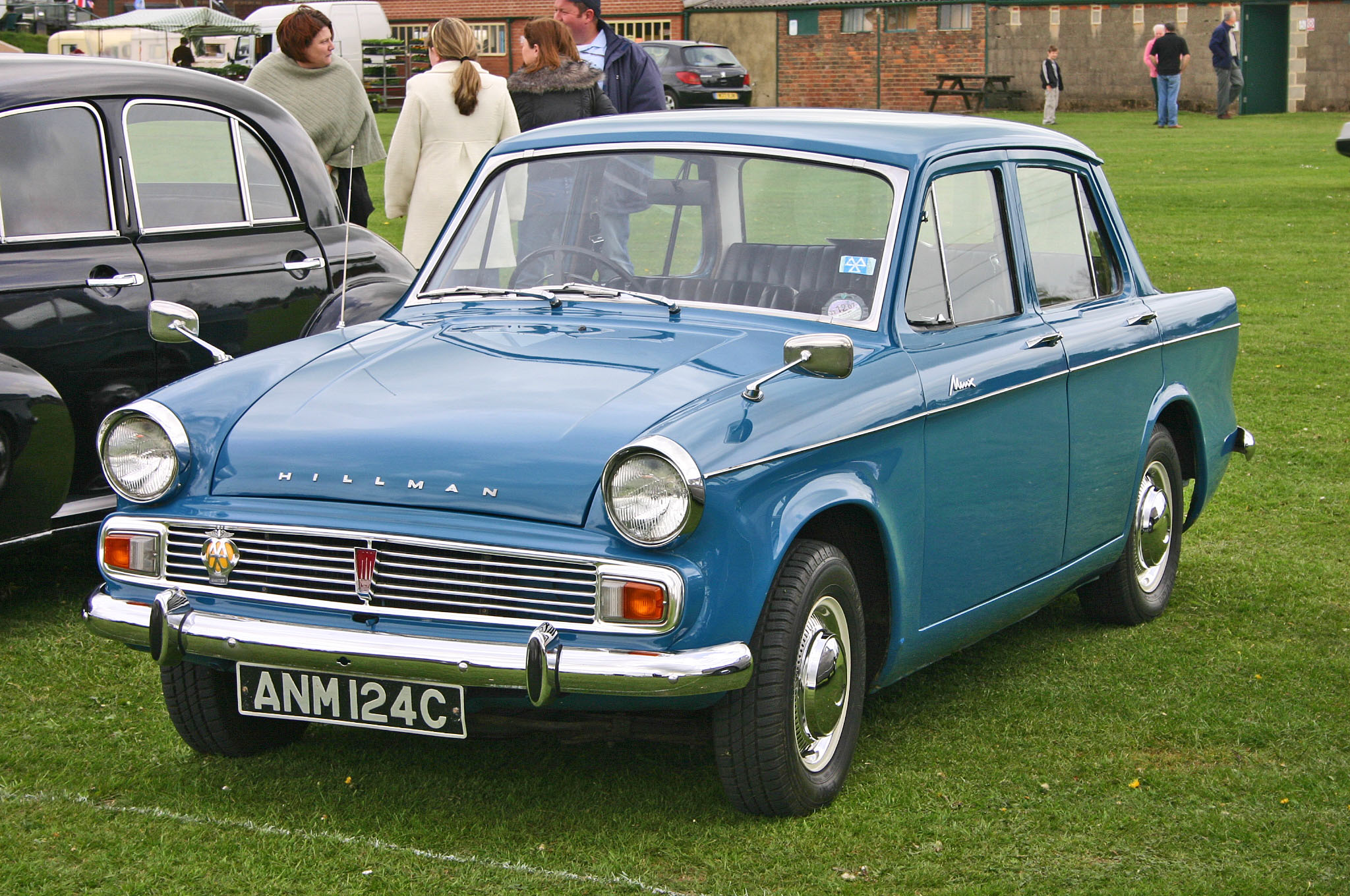
Hillman Minx Series V

У травні 1962 року з'являється версія універсал для Super Minx, а в жовтні ця серія отримує дискові гальма передніх коліс, роздільні передні сидіння і автоматичну коробку передач від фірми Borg Warner, також з'являється відкрита версія машини. 1963 року Minx зазнає деяких змін, тепер нова Series V (чомусь було вирішено пропустити цифру IV) також могла оснащуватися автоматом фірми Borg Warner. Передні сидіння, як і у старшої моделі, стали роздільними, а зовні з'явилася нова прямокутна решітка радіатора, задні двері не мали вже стійки зі зворотним нахилом. Husky Series III отримує ідентичне оформлення лицьової частини, з тією лише різницею, що хромованого декору на ній практично не було.

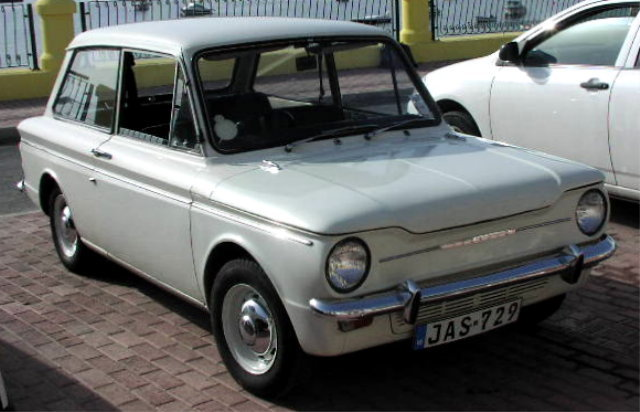
Hillman Imp

Але головною подією став запуск в серію принципово нової машини, проєктування якої почалося ще 8 років тому під кодовою назвою Apex. Новий Imp було вирішено виготовляти не на наявних вже потужностях, а на абсолютно нових, побудованих в Шотландії в місті Лінвуд. В Шотландії тоді був сильний рівень безробіття, і держава вирішила субсидувати організацію нових підприємств у цьому регіоні. Imp бачився головним конкурентом Mini, однак це була контрверсія цього малятка, двигун і привід на Imp мали заднє розташування. Двигун, об'ємом 875 кубів і потужністю 42 к.с., був розроблений компанією Coventry Climax, і виготовлявся з алюмінієвих сплавів, підвіска всіх коліс була незалежною, дизайн машини, автором якої був Боб Соуарт, був інспірований задньомоторним Chevrolet Corvair. Кузов машини був типу хетчбек, не дивлячись на те, що мотор розташовувався ззаду, багаж можна було також завантажувати через заднє скло, яке піднімалося нагору.
У 1964 році концерн Rootes дав тріщину, позначилися наслідки, завдані п'ятьма призвідниками страйку 1961 року, фірма тоді щосили вкладалася у виробництво нової моделі Imp, плюс сам страйк вийшов концерну в суму майже рівну мільйону фунтів стерлінгів, що не відбилося позитивно на фінансовій спроможності. Почався пошук партнерів, спочатку планувалося об'єднатися з фірмою Leyland, але переговори зайшли в глухий кут, тут на арені знайшлася фірма Chrysler, яка хотіла закріпити свої позиції на європейському ринку, і британському зокрема. У червні 1964 року підписується угода про продаж 30 % акцій концерну Rootes американському концерну Chrysler, плюс американці купують 50 % акцій, що не мали права голосу. У жовтні того ж року три людини з Chrysler увійшли до ради директорів британської компанії. Це були Ірвін Мінетт — віце-президент з міжнародних операцій американської компанії, Ловіс Б. Воррен — директор Chrysler, і Роберт С. Мітчелл — президент і генеральний директор Chrysler International. А через два місяці після цього сер Вільям Рутс помер.

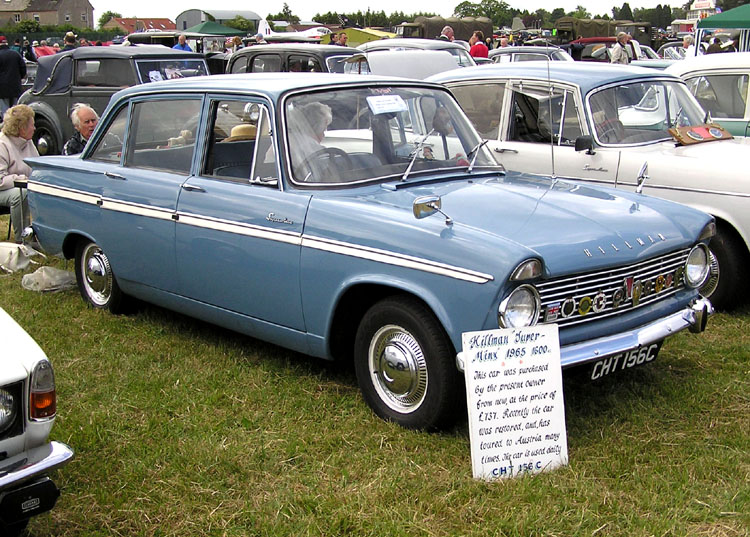
Hillman Super Minx Series IV

Ще влітку показали новий Super Minx Series III, машина отримала новий дизайн даху і стійок, отримавши 3-віконну боковину. Однак дуже швидко, вже восени, їй на зміну прийшла Series IV з 1.7 л 62-сильним мотором.
У той же час малюк Imp набирає обертів популярності, сприяли цьому не тільки ціна (машина була найдешевшою в своєму класі на британському ринку), але й успіхи в автоспорті. Одними з відомих водіїв гоночних версій машини — Imp Rally з літровим 60-сильним мотором були жінки — Розмарі Сміт і «Тінні» Льюус, які вже в 1964 році на Ралі Туліп зайняли два перших призових місця. Imp Rally також оснащувався дисковими передніми гальмами з підсилювачем.

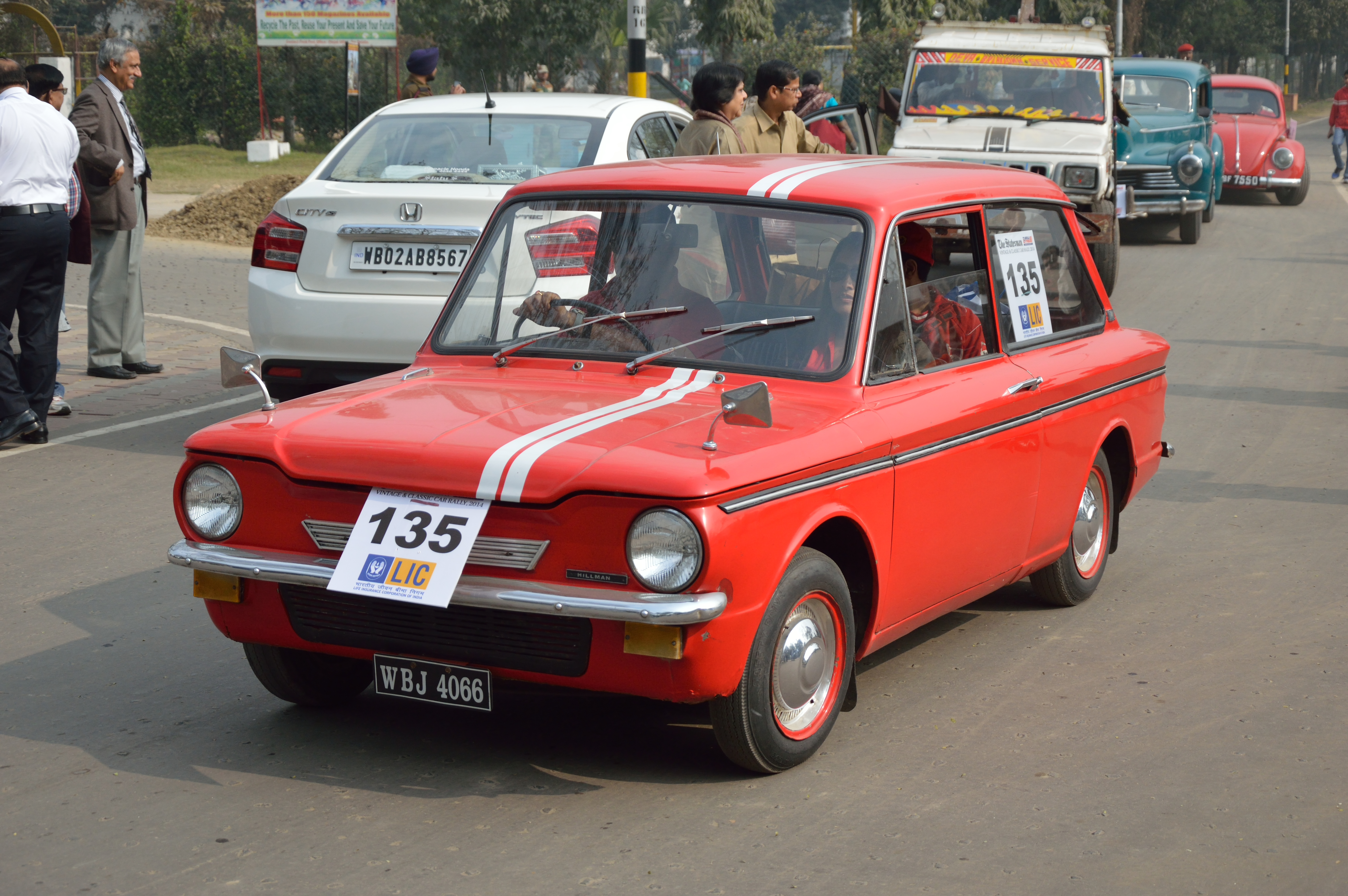
Hillman Super Imp

У 1965 році з'являється люксова версія малюка — Super Imp, яка мала імітацію решітки радіатора, бічні хромовані молдинги і велюрову обробку салону. Також машина отримала покращену шумоізоляцію, додаткові прилади, обігрівач в базовій комплектації.
Minx шостої серії отримує такий же 1.7 л мотор і коробку передач, що ставилися і на старшого побратима. А ось виробництво моделі Husky в цьому сезоні припиняється.

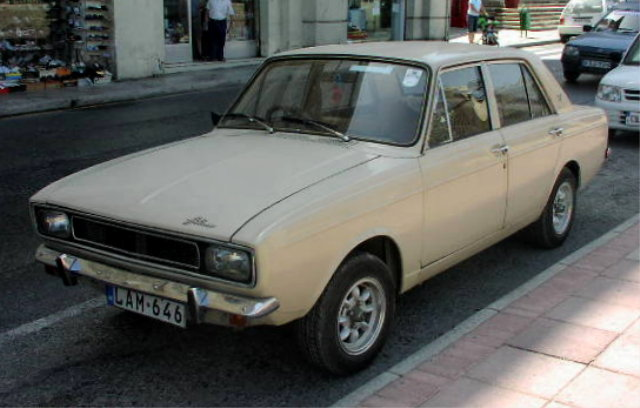
Hillman Hunter

У 1966 році на австралійському ринку з'являється модель Hillman Gazelle, яка була копією Singer Gazelle Series VI, ця машина продавалася дорожче Hillman Minx Series VI і оснащувалася 1.7 л мотором, який розвивав 85 к.с. завдяки спареним карбюраторам Solex. А на швейцарському ринку була представлена машина Hillman GT, це була Super Minx з таким же 1.7 л 85-сильним мотором від Sunbeam Rapier. Проте головною подією цього року стає поява моделі Hunter, створеної в рамках проєкту Arrow, вона прийшла на зміну Super Minx. Під капотом цієї машини був уже старий 1.7 л мотор, потужність якого довели до 74 к.с. для цієї моделі. Передня підвіска була типу МакФерсон, а задня залишалася ресорною, коробка передач штатно була 4-ступінчастою з овердрайвом, але за замовленням можна було купити і автоматичну версію. Ліцензію на нову машину купили іранці з фірми Iran Khodro Company, які спочатку почали збирати машини під маркою Paykan з готових комплектів, а потім — вже і самі виробляти комплектуючі до неї.

## Hillman у складі концерну Chrysler

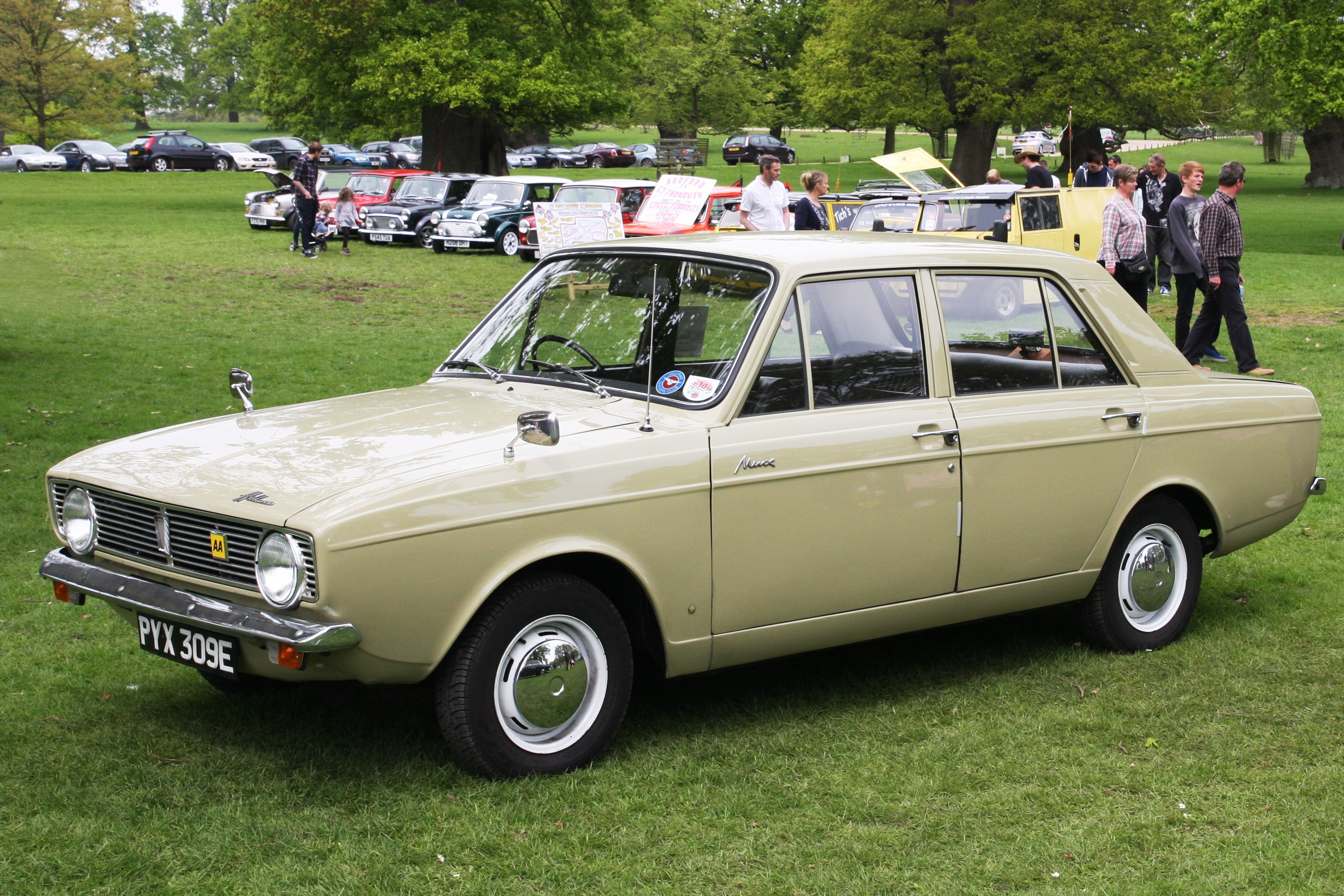
Hillman Minx

По закінченню року, коли фінансисти фірми підвели підсумки, стало ясно, що незалежність фірми протримається недовго, оскільки керівництво примудрилося створити збиток у 10 млн фунтів, що і підтвердилося вже в січні 1967 року, коли Chrysler прибрав до рук всі акції, ставши єдиновладним господарем британського концерну. Тоді ж, у січні, з'являється дешева версія Hunter, яка отримує вже легендарну назву Minx. Під капотом цієї машини був 1.5 л 54-сильний мотор, обробка була також дешевшою в порівнянні з «мисливцем».

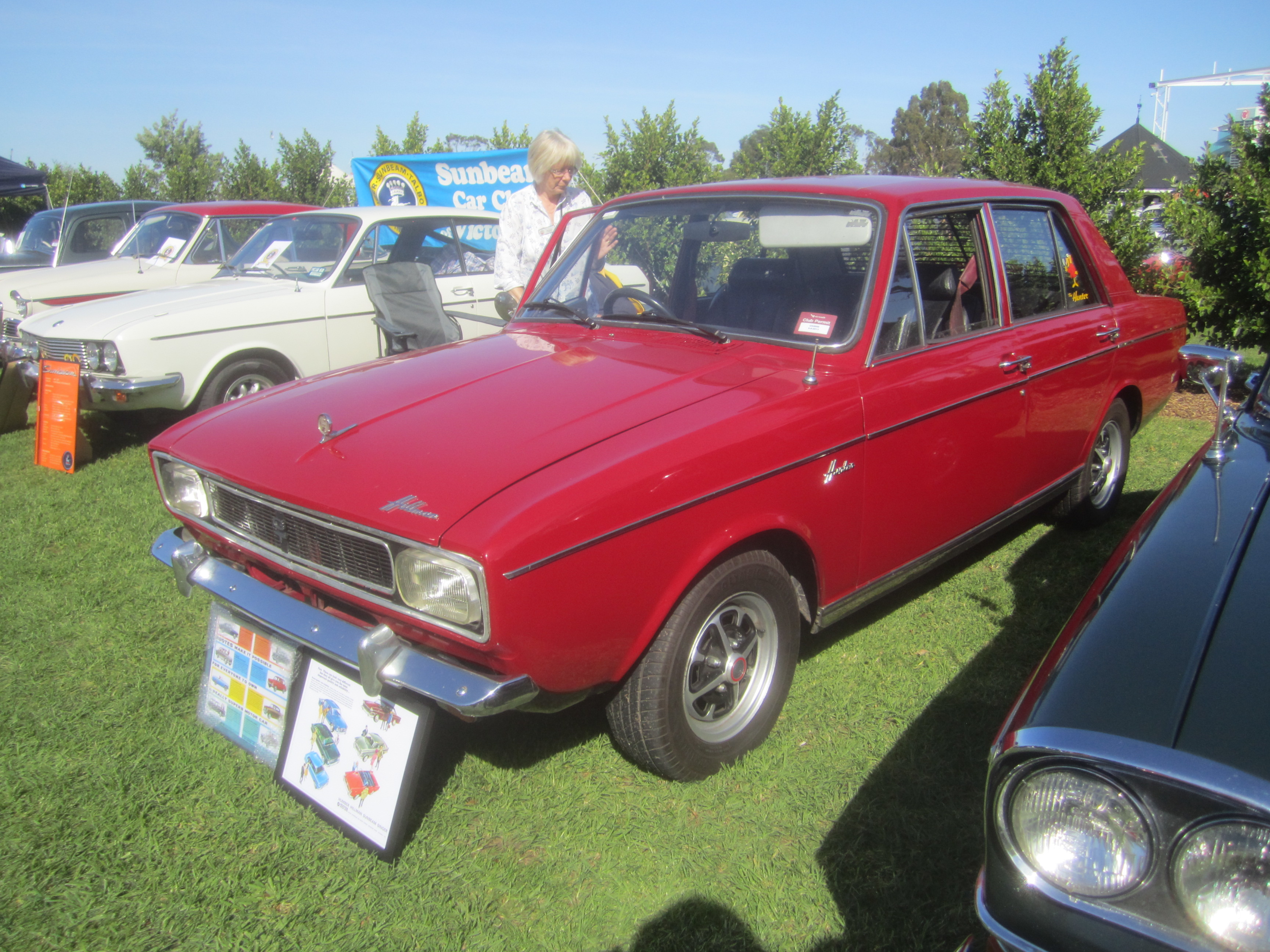
Hillman Master Hunter/Hunter GT

Зовні машина відрізнялася від свого родича круглими фарами, а в квітні з'явилася і версія універсал, яка в Австралії продавалася як Hunter Safari, а в Європі — Estate, причому у Minx з цим кузовом в розділі опцій в прайс-листах значився і 1.7 л мотор. Крім цього пропонувалася ще одна версія, яку продавав дилер з Бакінгемшира — Девенпорт Вернон, машина називалася Master Hunter. Під її капотом був інший карбюратор, впуск і випуск, що давало в результаті 90 к.с. і максимальну швидкість в 160 км/год. Ця машина до 100 розганялась швидше Sunbeam Rapier такої ж потужності. Машина оснащувалася вакуумним підсилювачем гальм і литими дисками. Саме ця версія з Енді Коуеном за кермом здобуде в 1968 році перемогу в марафоні Лондон-Сідней.

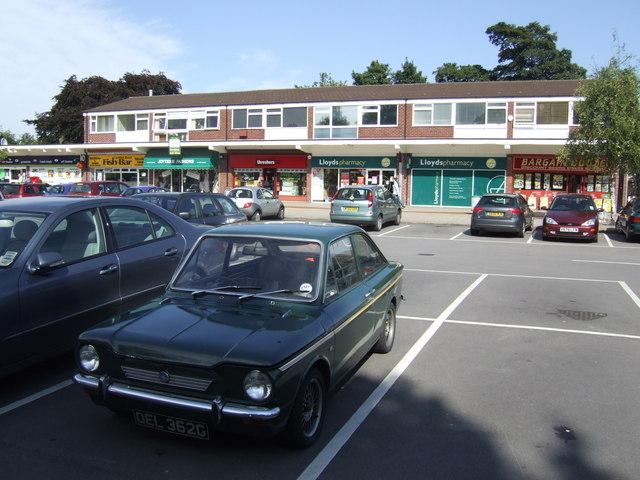
Hillman Imp Californian

Крім цього в 1967 році з'являються дві нові машини на базі задньомоторного Imp. Перша версія з'явилася в січні, ця машина мала найменування, яке дістали з архіву, — Californian, тільки цього разу кузов не був хардтоп, а фастбек, який збоку більше був схожий на класичний купе.

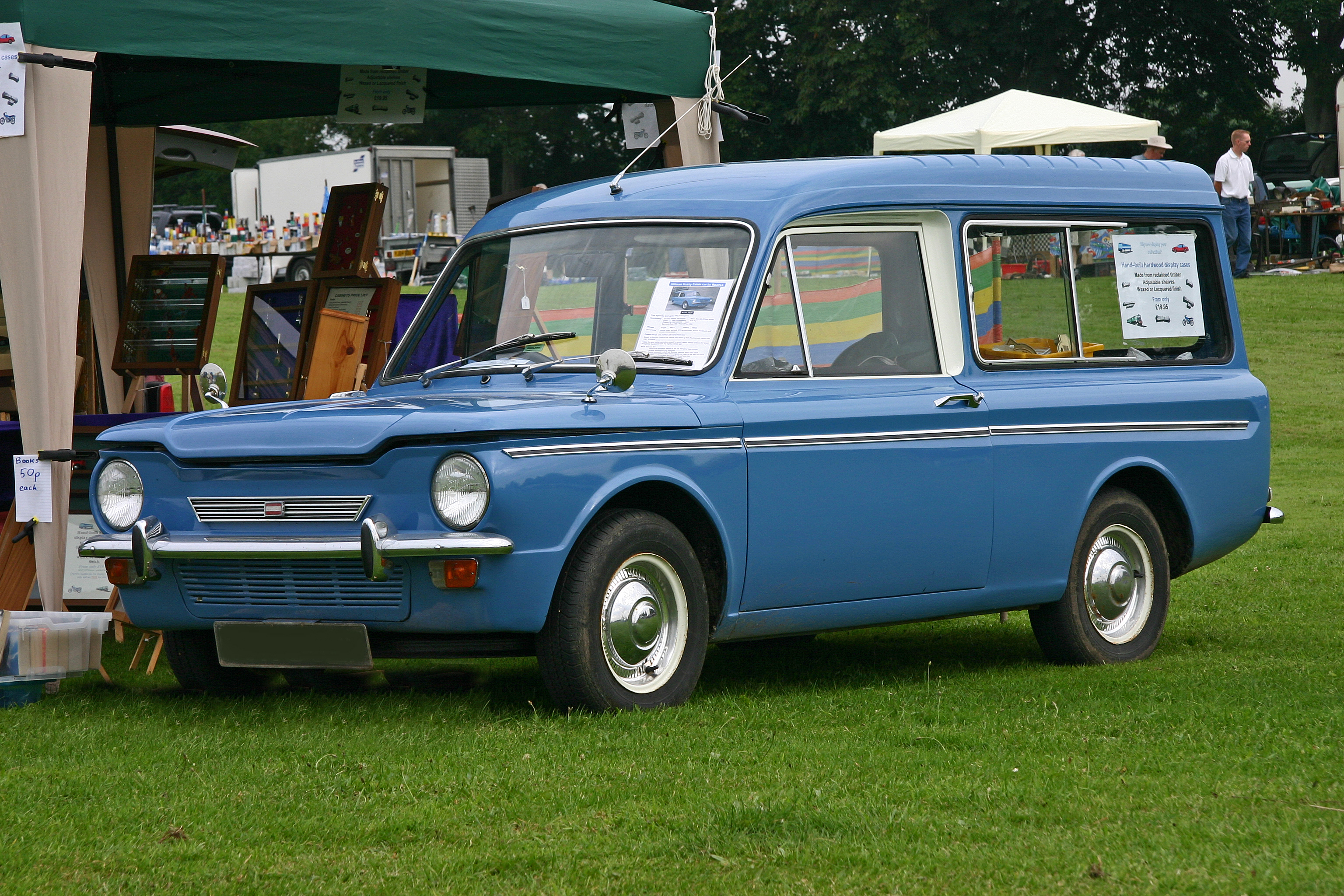
Hillman Husky

Другою також була воскрешена модель — Husky, яка з'явилася у квітні. Універсал за традицією оснащувався всього парою бічних дверей, від хетчбека його відрізняла і висота, яка була на 10 см більшою від донора.

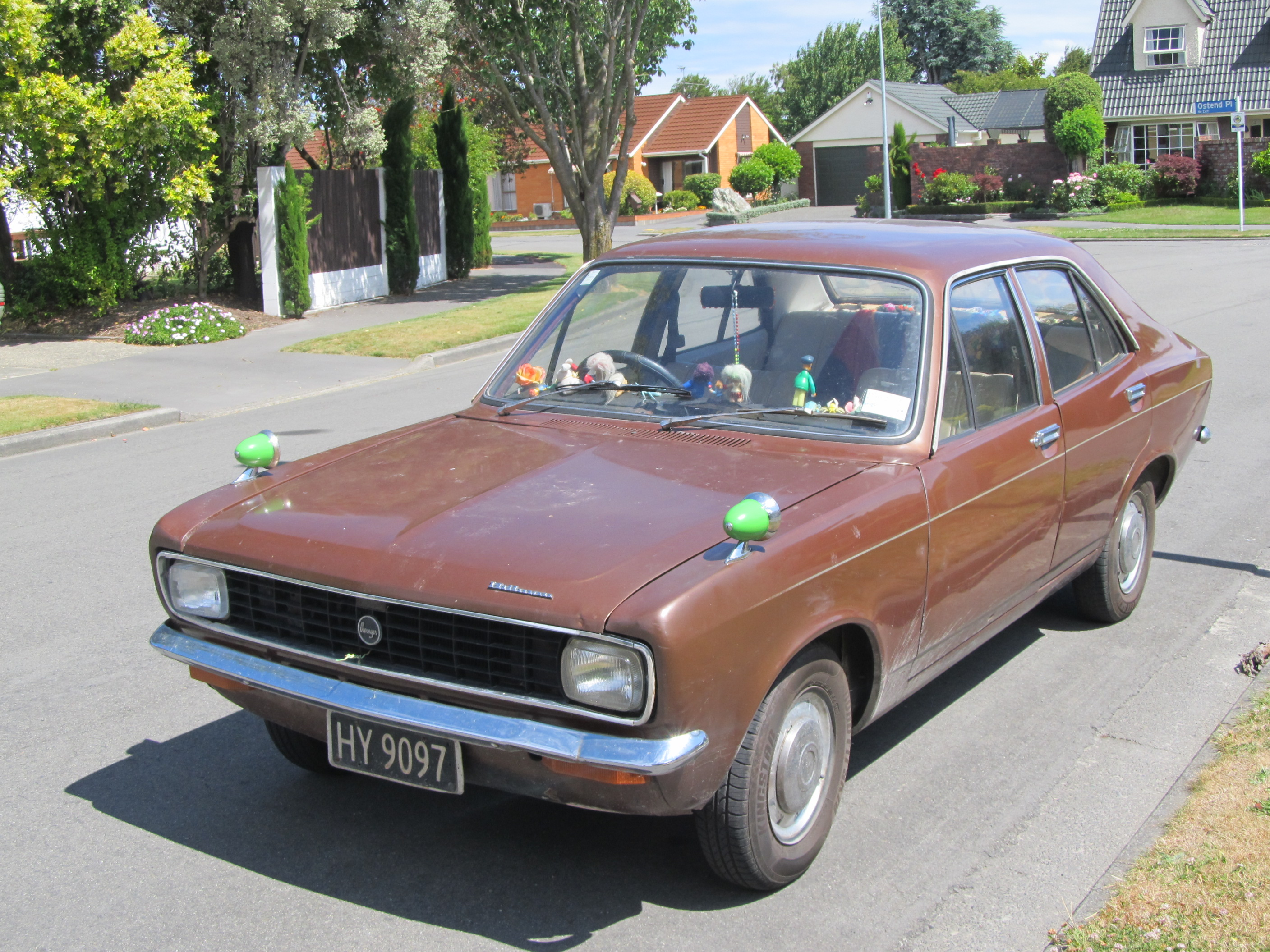
Hillman Avenger

Виробнича програма практично не змінювалася до 1970 року, коли назву Minx відправили припадати пилом в архів, машина ж отримала ім'я Hunter DeLuxe, технічно повторюючи попередника, дорожчі версії Hunter отримали індекси Super і GL, спортивна версія з 2-ма карбюраторами — GLS. Також з каталогів в липні зникла і назва Husky, але цього разу ніщо не прийшло на заміну, а розпрощатися вирішили з самою машиною. Зате в лютому цього ж року з'являється перше дітище, спроєктоване в рамках фірми Chrysler. Модель Avenger змінила Minx. Машина мала три рівні комплектації: DL, Super і GL, перші дві мали 1.2 л 54 к.с., а остання — 1.5 л 64 к.с.. Ця машина стала першою з британських, яка отримала пластикове облицювання радіатора.

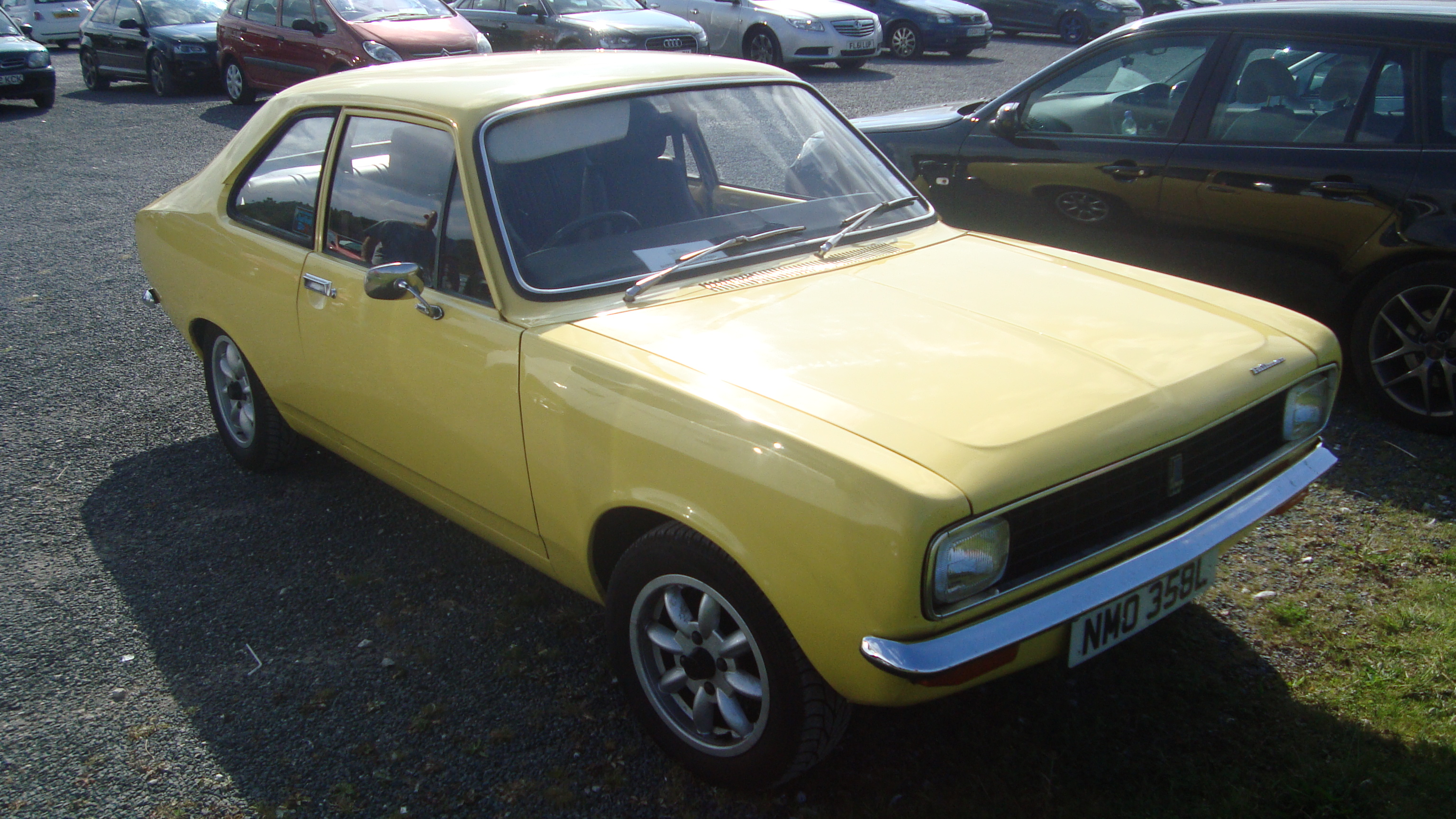
Hillman Avenger Coupe

У жовтні з'являється версія GT з 1.5 л мотором, потужністю 76 к.с., яка зовні відрізнялася смужками, що підкреслювали спортивність моделі. Через два роки машина піддалася модернізації, ззаду з'явилися ліхтарі у вигляді хокейної ключки, а мотори стали потужнішими, 1.2 л тепер розвивав 68 к.с., а 1.5 л — 78 к.с., а спортивна версія GLS, яка прийшла на зміну GT, — всі 92 к.с.. Останній варіант відрізнявся від попередника дахом, загорненим у вініл, і литими дисками, на деяких ринках ця машина продавалася як Avenger Tiger. Ця машина розганялась до 174 км/год, і сотню розмінювала за 8.9 секунди. Тоді ж з'явилася і версія з кузовом універсал, в той час як спочатку машина випускалася в 4-дверному виконанні, а ще через рік з'являється і 2-дверна версія купе.

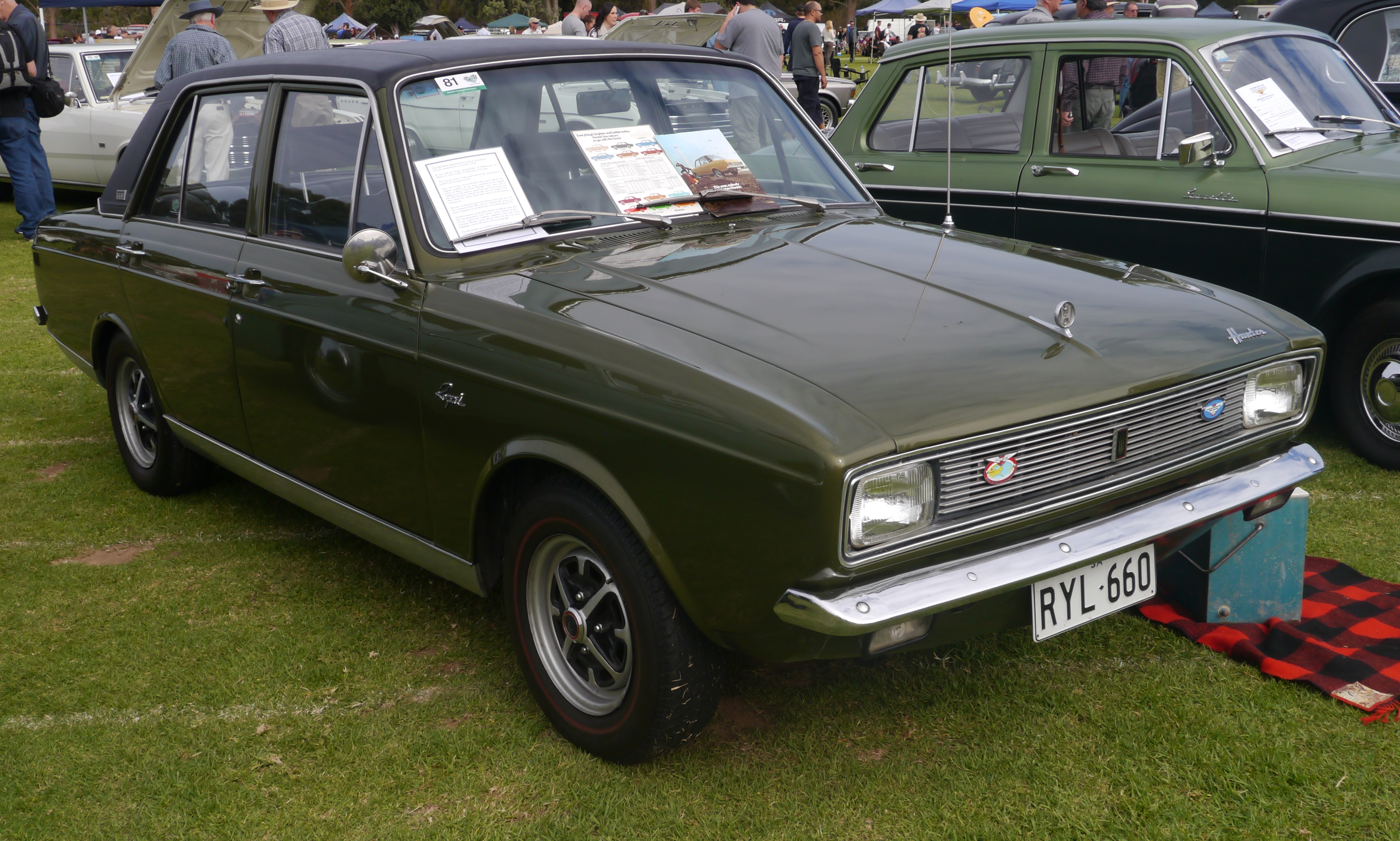
Hillman Hunter Topaz

Восени 1973 року мотори збільшуються в об'ємі до 1.3 і 1.6 л відповідно, потужність найслабшої версії дорівнювала 53 к.с., той же 1.3 л мотор мав версію і з 69 к.с. (версія GT), 1.6 л мотор теж залежно від кількості карбюраторів і комплектації міг розвивати 69 або 81 к.с.. 1975 року з'являється остання модифікація старшої моделі Hunter, Hunter Topaz серійно оснащувалася вініловим дахом, литими колесами, стереосистемою і овердрайвом.

## Припинення виробництва автомобілів. Закриття компанії

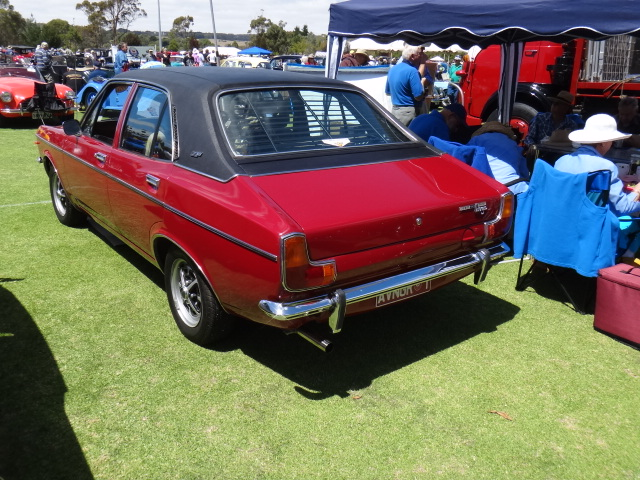
Hillman Avenger

У березні 1976 року припиняється виробництво задньомоторної моделі Imp, яка до того часу розійшлася тиражем в півмільйона примірників. У вересні 1977 року дві моделі, які залишилися у виробничій програмі, змінюють значки марки на решітці радіатора і багажника, Hillman слідом за марками Sunbeam і Humber скасовується, а автомобілі тепер продавалися в Європі під маркою Chrysler. Avenger в цей час пережив фейсліфт, ключкоподібні ліхтарі змінюються на прямокутні, а виробництво машини переноситься з Райтону в Лінвуд, оскільки завод практично простоював після закінчення виробництва Imp.

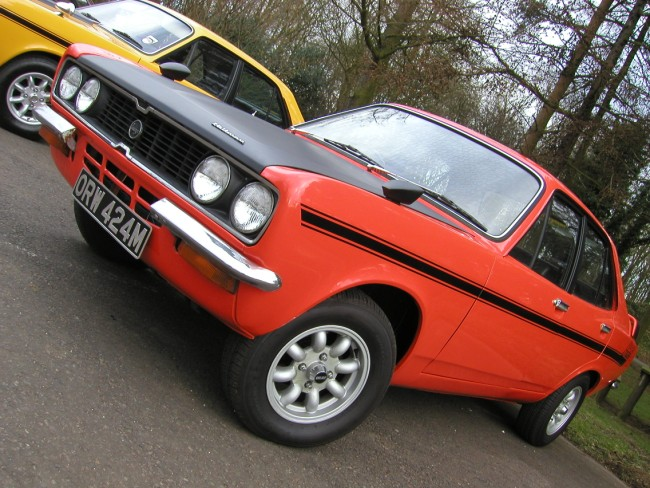
Hillman Avenger Tiger MkII

Старого Hunter хотіли зняти з виробництва, оскільки в цей час з'явилася нова модель Chrysler Alpina (більш знана як Simca 1307), але вірні фанати марки підійняли крик, і оскільки ця машина користувалася інерційним попитом через свою надійність, то вирішили її залишити у виробничій гамі. Ця машина протрималася у виробництві до вересня 1979 року, оскільки наприкінці 1978 року європейське відділення фірми Chrysler було викуплено фірмою Peugeot, яка і припинила виробництво.
Модель Avenger продовжували випускати в Європі до 1981 року під назвою Talbot Avenger, хоча на конвеєрі ця машина протрималася ще 7 років, щоправда не в Європі, а в Південній Америці, де вона була знана як Dodge 1500, або Volkswagen 1500. Після покупки фірма Peugeot закрила шотландський завод, і продовжила випускати свої автомобілі на заводах в Райтоні до 2007 року.

## Список автомобілів Hillman
- 1907 — Hillman Coatelen 24HP
  - Hillman Coatelen 40/60HP
- 1909 — Hillman Coatelen 12/15HP
  - Hillman Coatelen 25/40HP
- 1913 — Hillman 10HP
  - Hillman 9HP
- 1914 — Hillman 13/25HP
- 1915 — Hillman 11HP
- 1920 — Hillman Speed Model
- 1921 — Hillman Sporting
- 1926 — Hillman 14HP
- 1928 — Hillman 20HP
- 1930 — Hillman Vortic
- 1931 — Hillman Wizard
  - Hillman Minx
- 1932 — Hillman Aero Minx
- 1934 — Hillman 20/70HP
- 1935 — Hillman 16HP
- 1936 — Hillman Hawk
  - Hillman 80HP
  - Hillman Minx Magnificent
- 1938 — Hillman 14HP
- 1940 — Hillman Tilly
- 1947 — Hillman Minx Phase II
- 1948 — Hillman Minx Phase III
- 1949 — Hillman Minx Phase IV
- 1951 — Hillman Minx Phase V
- 1953 — Hillman Minx Phase VI
  - Hillman Minx Phase VII
- 1954 — Hillman Minx Phase VIII
  - Hillman Husky
- 1956 — Hillman Minx Series I
- 1957 — Hillman Minx Series II
- 1958 — Hillman Husky Series I
- 1959 — Hillman Minx Series III
- 1961 — Hillman Super Minx
- 1963 — Hillman Minx Series V
  - Hillman Husky Series III
  - Hillman Imp
- 1965 — Hillman Super Imp
- 1966 — Hillman Hunter
- 1967 — Hillman Minx
  - Hillman Husky
- 1970 — Hillman Avenger